# Chico (Kalifornien)
Chico (englisch [tʃiːkoʊ]) ist eine Stadt im Butte County am östlichen Rand des Sacramento Valley im US-Bundesstaat Kalifornien mit 101.475 Einwohnern (Stand: Volkszählung 2020). Im Nordosten von Chico liegen die Gebirgszüge der Kaskadenkette, zu der auch der Lassen-Volcanic-Nationalpark gehört; im Südosten liegen die Berge der Sierra Nevada. Westlich der Stadt fließt der Sacramento River, der die fruchtbaren Ebenen Nordkaliforniens mit Wasser versorgt. Sacramento, die Hauptstadt Kaliforniens, liegt rund 145 Kilometer weiter südlich.
Die Stadt wurde 1860 von dem frühen Siedler und späteren General John Bidwell gegründet, nach dem auch der Bidwell Park benannt ist, der mit einer Fläche von 15 km² zu den größten städtischen Parks in den Vereinigten Staaten zählt und heute 17 % der Stadtfläche Chicos ausmacht. Großen Anteil an der Entwicklung Chicos hatten die Anbindung der Stadt an das Netz der Oregon and California Railroad im Jahr 1870, die Gründung der zweitältesten Universität in Kalifornien, der California State University, Chico, im Jahr 1887, sowie die Ansiedlung einer Fabrik der Diamond Match Company im Jahr 1901.
Während die Universität mit ihren knapp 14.000 Studenten und rund 1.000 Angestellten (Stand: 2023) einen bedeutenden Wirtschaftsfaktor für die Stadt darstellt, ist das Umland von Chico landwirtschaftlich geprägt. Das mediterrane Klima in Butte County sorgt für ideale Bedingungen zum Anbau von Mandeln, Walnüssen, Reis, Pflaumen und Pfirsichen. Über die Stadt- und Countygrenzen hinweg bekannt ist die 1980 in Chico gegründete Sierra Nevada Brewing Company, die 2018 zu den zehn größten Brauereien der Vereinigten Staaten gehörte und deren Craft Beer regelmäßig vorderste Plätze bei Wettbewerben wie dem World Beer Cup belegt.
Im Jahr 1997 wurde Chico von der Zeitschrift Bicycle Magazine als fahrradfreundlichste Stadt der Vereinigten Staaten ausgezeichnet. Jedes Jahr im April findet mit dem Chico Wildflower Century ein Jedermann-Radrennen statt, das über eine Strecke von 100 Meilen (161 km) rund um die Stadt führt.

## Geographie

### Lage
Chico liegt im Norden Kaliforniens, rund 145 Kilometer nördlich der Hauptstadt Sacramento. Bis zur Grenze nach Oregon im Norden sind es rund 300 Autokilometer, bis zur Grenze nach Nevada im Osten rund 250 Kilometer. Die Pazifikküste bei Westport in Mendocino County ist rund 180 Kilometer entfernt. Im Südosten von Chico liegt die Kleinstadt Oroville; im Osten liegt der im Zuge des Camp Fires im Jahr 2018 fast vollständig zerstörte Ort Paradise. In etwas weiterer Entfernung nordwestlich liegt die Kleinstadt Red Bluff.

### Topographie und Geologie

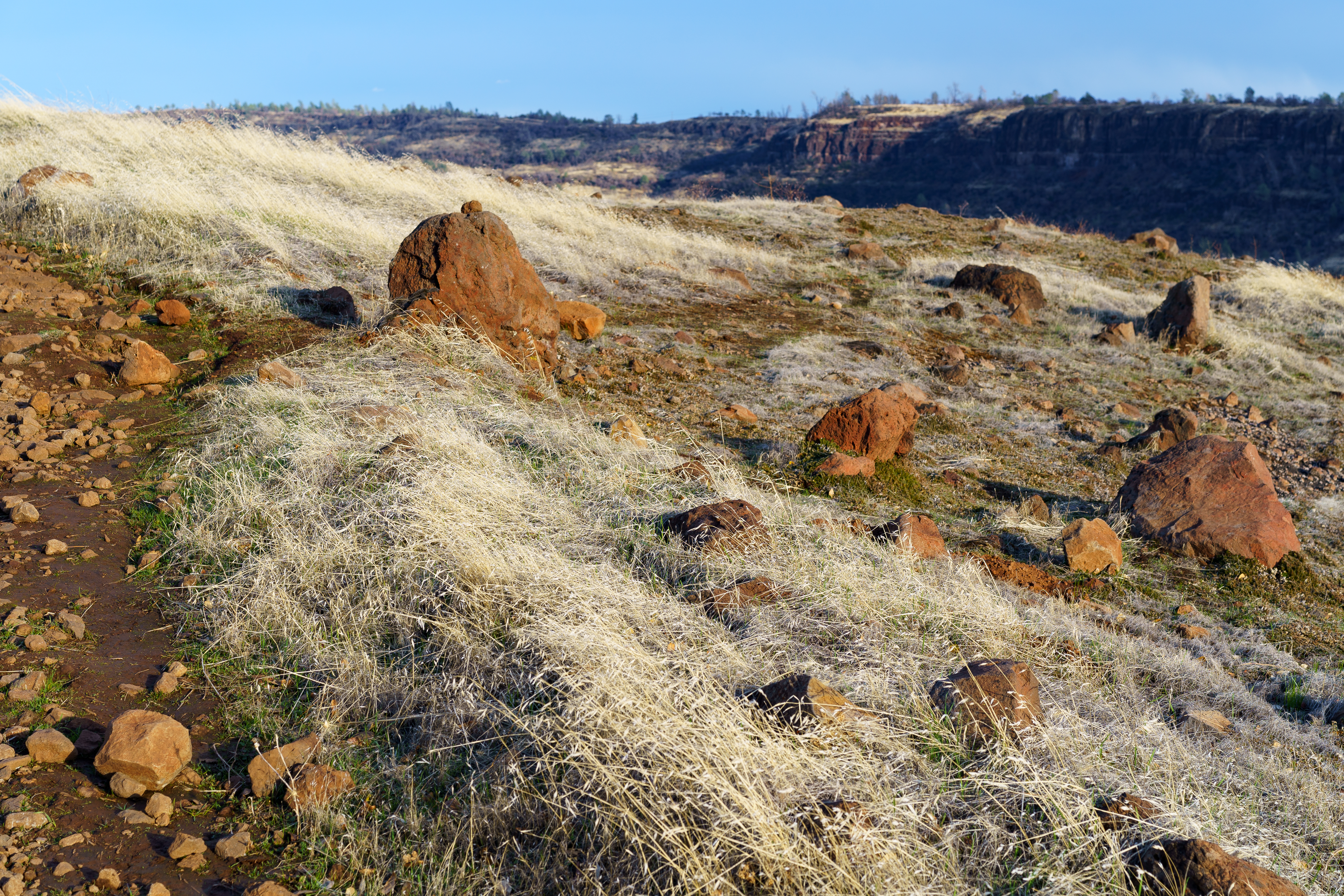
Vulkangestein im oberen Teil des Bidwell Park

Chico liegt im Sacramento Valley, dem nördlichen Teil des Kalifornischen Längstals. Dieser Teil des Längstals wird im Osten von den Bergen der nördlichen Sierra Nevada sowie von den südlichen Ausläufern der Kaskadenkette begrenzt, im Norden von den Klamath Mountains und im Westen vom Kalifornischen Küstengebirge. Das Kalifornische Längstal wird in der Region im Untergrund von Granitgesteinen der nördlichen Sierra Nevada aufgebaut und von Sedimenten überlagert, deren Alter vom Jura bis zur heutigen Zeit reicht. Der westliche, dem Längstal zugewandte Teil der Stadt liegt in relativ flachem Gelände, während das Gelände im östlichen Teil zunehmend ansteigt und hügeliger wird.
Im Bereich des Stadtgebietes wurden überwiegend pleistozäne bis rezente klastische Sedimente abgelagert. Am nordöstlichen und östlichen Stadtrand stehen im Bereich des Bidwell-Parkes vulkanische Gesteine des Pliozäns an. Fluss- und Bachläufe haben die Gesteine hier tief erodiert und bilden im Übergangsbereich zur Ebene des kalifornischen Längstales zum Teil mächtige Schutt- und Schwemmfächer aus. Westlich von Chico verläuft in Nord-Süd-Richtung der Sacramento River, der zugleich die Grenze zwischen Butte County und dem benachbarten Glenn County bildet.
Der California Geological Survey stuft Butte County als seismische Gefahrenzone ein, wobei das Erdbebenrisiko sowohl von innerhalb als auch von außerhalb des Countys gelegenen, SSE–NNW verlaufenden Verwerfungen  ausgeht. Eine der aktivsten dieser Verwerfungen ist die rund 17 Meilen (24 Kilometer) südöstlich vom Stadtrand Chicos gelegene „Cleveland Hills Fault“. Bewegungen an dieser tektonischen Verwerfung lösten 1975 ein Erdbeben der Stärke 5,7 auf der Richterskala aus.

### Klima

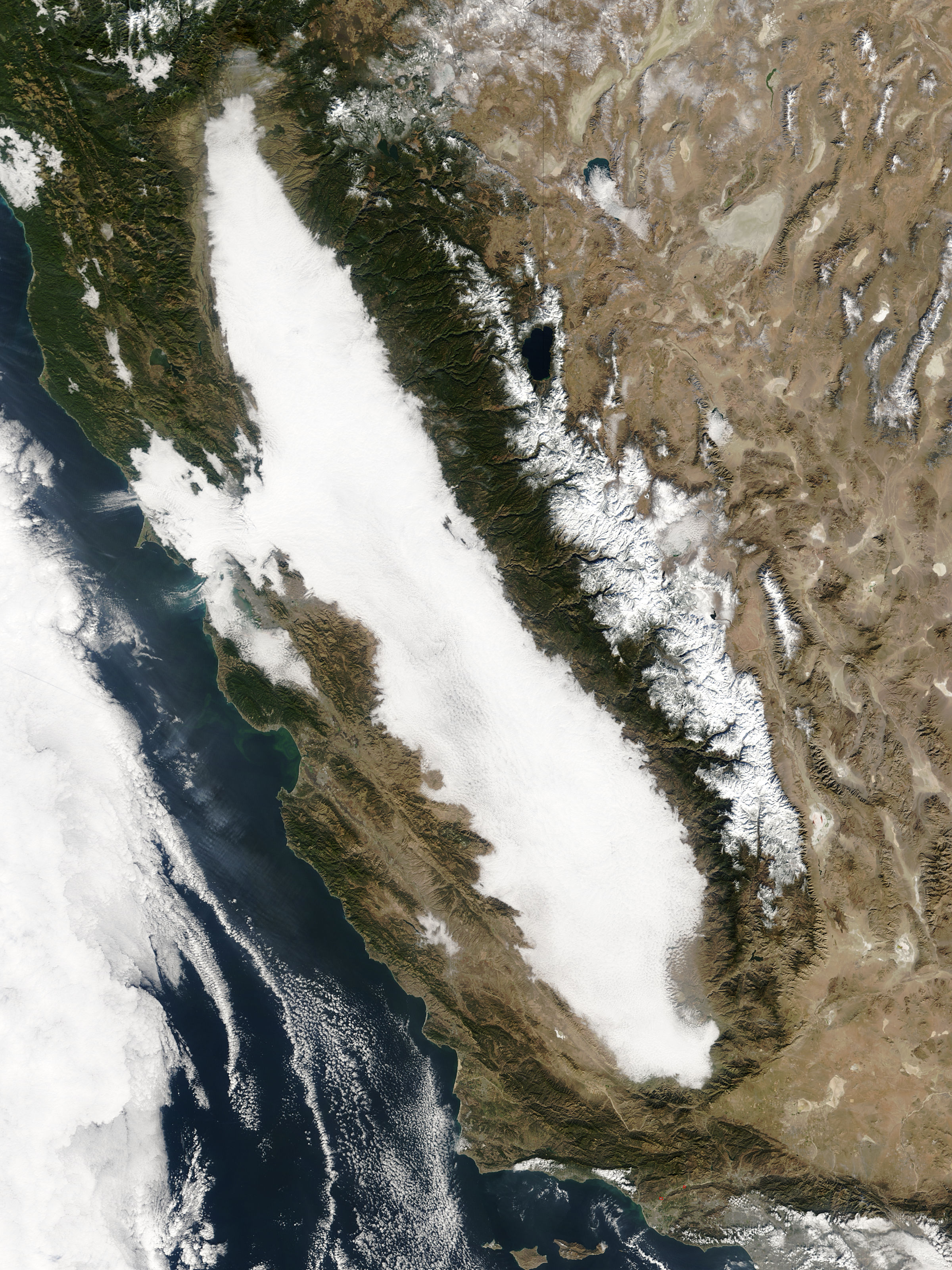
Tule fog im kalifornischen Längstal

Durch seine Lage im Sacramento Valley weist Chico ein mediterranes Klima auf, das von heißen, trockenen Sommern und milden, feuchten Wintern geprägt wird. Mit 249 Sonnentagen liegt Chico deutlich über dem nationalen Mittelwert von 205 Sonnentagen in den Vereinigten Staaten. Regen fällt allein in den Wintermonaten, Schnee äußerst selten. Vom Spätherbst bis zum Beginn des Frühlings kann der Tule fog auftreten, ein dichter Bodennebel, der das kalifornische Längstal von Bakersfield bis Red Bluff über eine Strecke von 650 km bedecken kann und zu den häufigsten Ursachen für Verkehrsunfälle in Kalifornien gehört.
|                       | Jan   | Feb   | Mär  | Apr  | Mai  | Jun  | Jul | Aug | Sep  | Okt  | Nov  | Dez   |   |       |
| Mittl. Tagesmax. (°C) | 12    | 16    | 19   | 23   | 27   | 32   | 36  | 35  | 32   | 26   | 18   | 13    | ⌀ | 24,1  |
| Mittl. Tagesmin. (°C) | 2     | 4     | 5    | 7    | 10   | 14   | 16  | 14  | 12   | 8    | 5    | 2     | ⌀ | 8,3   |
|                       |       |       |      |      |      |      |     |     |      |      |      |       |   |       |
| Niederschlag (mm)     | 134,6 | 112,8 | 87,1 | 47,0 | 24,9 | 11,4 | 0,5 | 2,3 | 11,2 | 35,1 | 74,2 | 111,3 | Σ | 652,4 |

| 2 |

| 4 |

| 5 |

| 7 |

| 10 |

| 14 |

| 16 |

| 14 |

| 12 |

| 8 |

| 5 |

| 2 |

| 2 |

| 4 |

| 5 |

| 7 |

| 10 |

| 14 |

| 16 |

| 14 |

| 12 |

| 8 |

| 5 |

| 2 |

### Stadtgliederung
Das Stadtgebiet von Chico kann grob in sechs Stadtteile eingeteilt werden, die ihrerseits aus verschiedenen Vierteln (engl. neighborhoods) bestehen:
- North Chico: der nördlich der East Avenue liegende Teil der Stadt mit Wohngebieten wie Aspen Glen, Doe Mill und der nach dem Bankier und Unternehmer Bernard Cussick (1848–1917) benannten Cussick Area Neighborhood. In North Chico lag die North Valley Plaza (auch: Old Mall), Chicos erstes größeres Einkaufszentrum, das im Jahr 1968 eröffnet wurde. Nach dem Bau der Chico Mall in South Chico im Jahr 1988 wanderten viele Geschäfte ab und 2001 wurde die North Valley Plaza schließlich abgerissen.
- South Chico: ein relativ junger Stadtteil, in dem die Chico Mall liegt und der sich zum Zentrum des Einzelhandels der Stadt entwickelt hat. Zu den größeren Geschäften gehören die örtlichen Ableger der Discounteinzelhändler Target und Walmart sowie der Großhandelskette Costco. Zu den Vierteln in South Chico gehört Chapmantown, ein nach dem Unternehmer Augustus Harley Chapman Sr. (1827–1899) benanntes Arbeiterwohngebiet. In der nach dem Industriellen Ohio Columbus Barber (1841–1920) benannten Arbeitersiedlung Barber lag eine der Fabriken der Diamond Match Company, des seinerzeit führenden Herstellers von Streichhölzern in den Vereinigten Staaten.
- East Chico: dieser Stadtteil gehört ebenso wie South Chico zu den jüngeren Stadtteilen. Hier liegt das 2021 noch in Entwicklung befindliche Viertel Meriam Park, das – laut Angaben des zuständigen Planungsbüros – „urbanes Wohnen“ mit Einkaufsmöglichkeiten sowie Wellness- und Unterhaltungs-Angeboten zu verbinden sucht.[8]
- West Chico: dieser Stadtteil ist stark von der Universität geprägt. Das älteste und am dichtesten besiedelte Wohnviertel der Stadt, der South Campus Historic District, ist durch zahlreiche historische Häuser im viktorianischen Stil geprägt und ist wegen seiner Nähe zum Campus der Universität vor allem bei Studenten beliebt. In diesem Teil der Stadt befindet sich auch die Mehrzahl der Häuser von Fraternities und Sororities. Die Anfangsbuchstaben der Straßen von Downtown in Richtung der Eisenbahntrasse bilden das Wort „Chico“ (Chestnut Street, Hazel Street, Ivy Street, Cherry Street und Orange Street).
- Central Chico: zu dem zwischen Downtown und East Avenue gelegenen Central Chico gehört der Stadtteil The Avenues, dessen Name sich auf die durchnummerierten breiten Straßen bezieht, die mit der Esplanade eine der Verkehrsadern der Stadt kreuzen. Neben Wohnhäusern, Restaurants und kleineren Bürogebäuden liegt auch das Krankenhaus der Stadt, das Enloe Medical Center, in diesem Stadtteil.
- Downtown: dieser 1860 entwickelte Kern der Stadt ist – wie bei vielen amerikanischen Städten üblich – in Form eines Schachbrettmusters angelegt. Downtown Chico ist von historischen Gebäuden und zahlreichen kleineren Einzelhändlern, Restaurants, Bars und Kunstgalerien geprägt. Im Herzen von Downtown liegt die City Plaza, eine quadratische Parkanlage. Chicos Gründer John Bidwell hatte dieses Stück Land ursprünglich für ein Gerichtsgebäude vorgesehen, stiftete es aber als Park, nachdem die weiter südlich liegende Stadt Oroville den Zuschlag als Verwaltungssitz (engl. county seat) von Butte County erhielt.

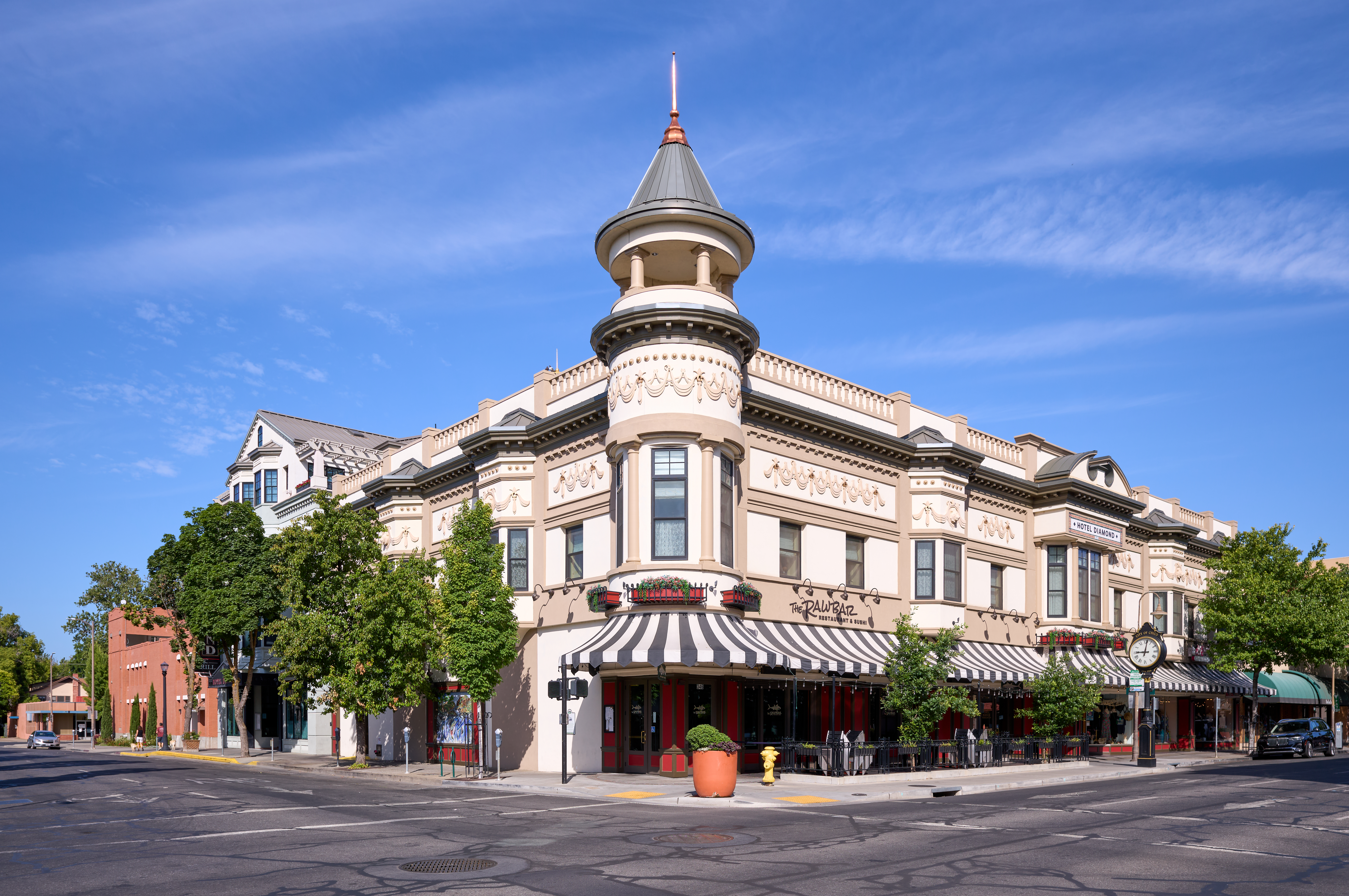
Das Morehead Building aus dem Jahr 1900 liegt im Herzen von Downtown Chico. Es ist nach dem Unternehmer und Bankier James Franklin Morehead (1870–1954) benannt.
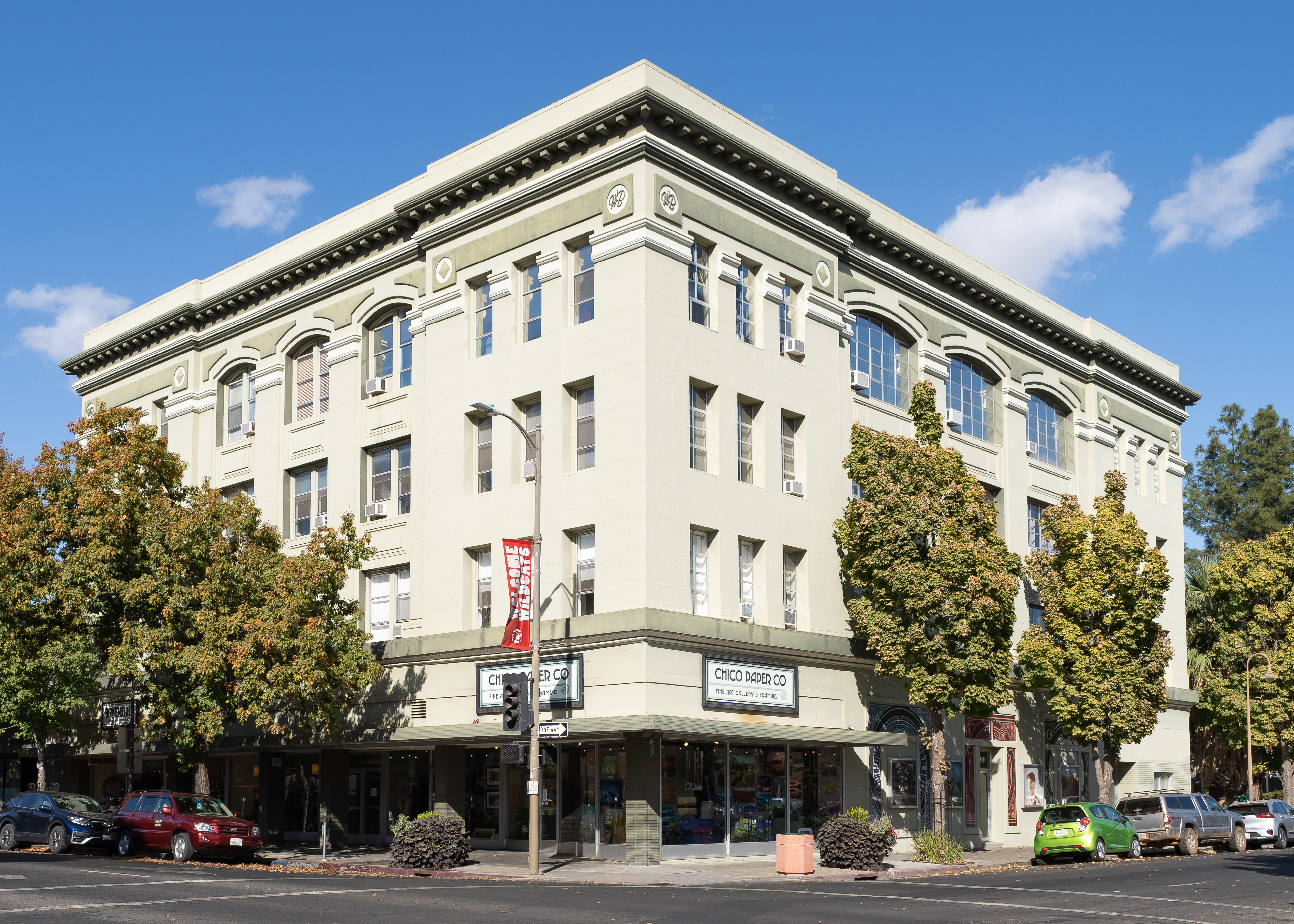
Das gegenüber dem Morehead Building gelegene Waterland-Breslauer Building ist seit 2020 Sitz der Wiki Education Foundation.
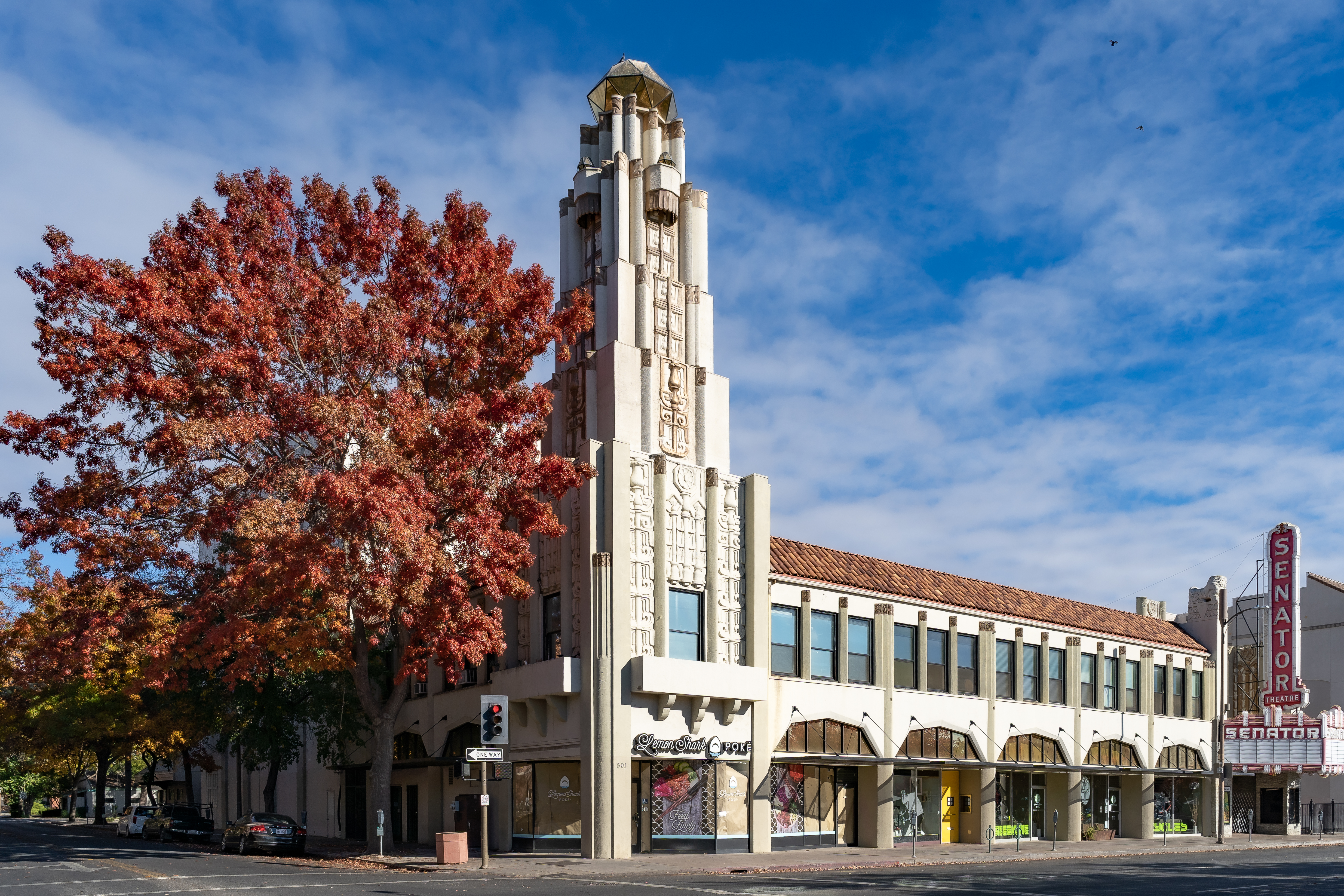
Das ebenfalls in Downtown gelegene und im Art-déco-Stil gestaltete Senator Theatre wurde 1927 eröffnet.
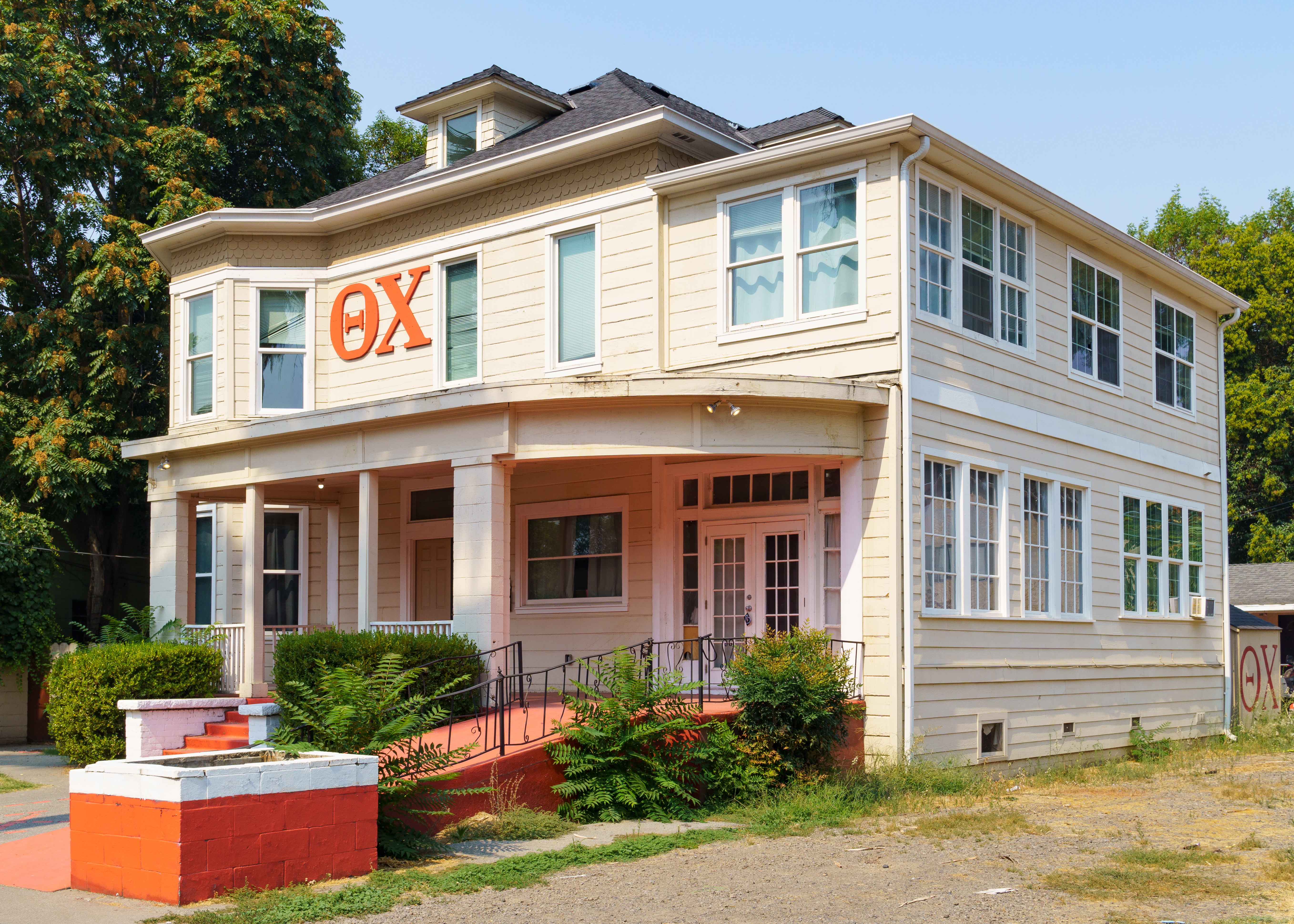
Das 1895 als Wohnhaus von Adoniram Grant Eames (1864–1941), dem Gründer von Chico Soda Works, gebaute Haus im South Campus Historic District wird heute als Fraternity-Haus genutzt.

### Bidwell Park

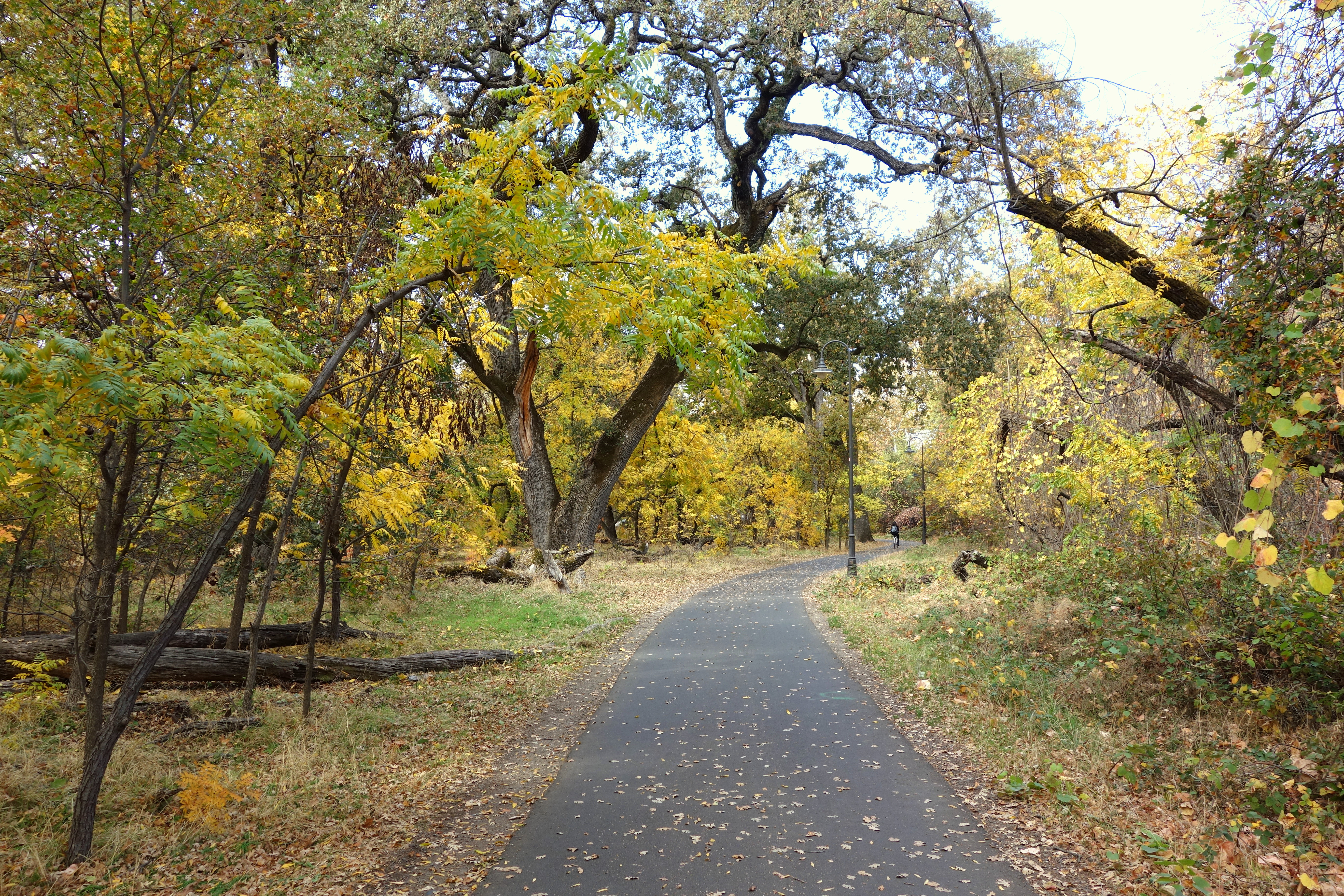
Befestigte Wege prägen den Charakter des Lower Bidwell Park

Big Chico Creek, einer der Zuflüsse des Sacramento River, im Upper Bidwell Park

Eine Besonderheit Chicos ist der Bidwell Park, der mit seinen 3670 Acres (rund 15 km2) zu den größten Stadtparks in den Vereinigten Staaten gehört. Er beruht auf einer Schenkung Annie Bidwells (1839–1918), die 1905, fünf Jahre nach dem Tod ihres Mannes, eine Fläche von 1903 Acres (rund 8 km2) an die Stadt Chico übertrug. Durch eine weitere Schenkung sowie Erwerbungen im 20. Jahrhundert wuchs der Park auf seine heutige Größe.
Bidwell Park besteht aus dem „Upper Bidwell Park“ und dem „Lower Bidwell Park“. Der Park erstreckt sich von Nordosten entlang des Big Chico Creek über eine Länge von 18 Kilometern in südwestlicher Richtung bis an den Rand der Innenstadt Chicos, wobei die beiden Teile durch die Manzanita Avenue getrennt werden. Während der näher an der Innenstadt gelegene Lower Bidwell Park wie ein Naherholungsgebiet gestaltet ist und zahlreiche Picknickmöglichkeiten sowie befestigte Wege für Spaziergänger und Radfahrer bietet, ist der naturbelassene Upper Bidwell Park stark von tief eingeschnittenen Canyons und dem Vulkangestein der Kaskadenkette geprägt.
Da in diesem Teil des kalifornischen Längstals die Ausläufer der Sierra Nevada in die der Kaskadenkette übergehen und beide wiederum in das Sacramento Valley, weist Bidwell Park eine große Diversität an Pflanzen und Tieren auf. Der Park ist Heimat einer Reihe von Säugetierarten wie dem Puma, dem Kojoten oder der Kleinen Braunen Fledermaus. Unter den Vögeln sind Eichelspechte, Rotschwanzbussarde und Truthahngeier häufig anzutreffen. Darüber hinaus leben im Park auch zahlreiche Reptilien wie etwa die Südliche Krokodilschleiche oder die Pazifik-Klapperschlange. Die Baumarten reichen von den in Kalifornien endemischen Kalifornischen Weiß-Eichen und Blau-Eichen über den Amerikanischen Erdbeerbaum und Kalifornischen Lorbeer bis hin zur Digger-Kiefer, Gelb-Kiefer und Weihrauchzeder.
Gegen Ende des Jahres 1937 wurden Außenaufnahmen für den Film „Robin Hood, König der Vagabunden“, mit Errol Flynn und Olivia de Havilland in den Hauptrollen, im Bidwell Park gedreht. Die zu diesem Zeitpunkt noch im Park stehende Hooker-Eiche stellt in dem mit drei Oscars prämierten Filmklassiker die „Galgeneiche“ dar, unter der Robin Hood seine Schar Geächteter zusammenstellt.

## Geschichte

### Die Anfänge

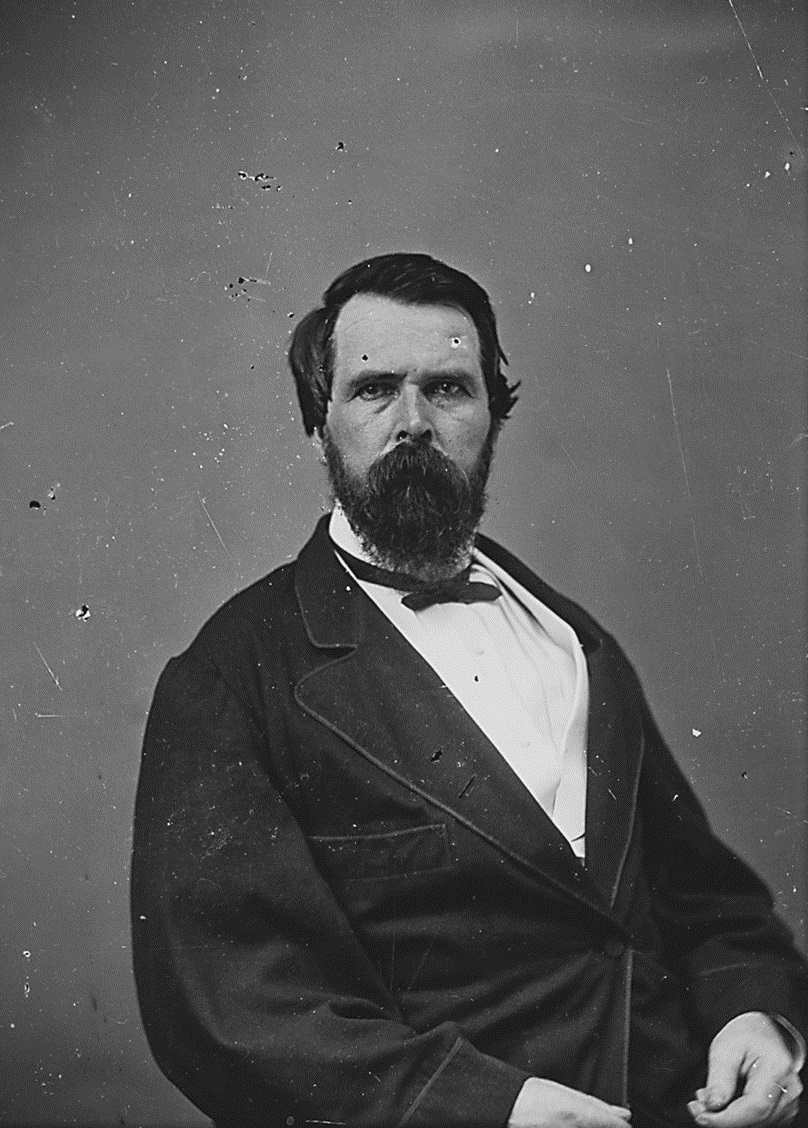
John Bidwell auf einem zwischen 1860 und 1865 entstandenen Porträt des Fotografen Mathew Brady

Die Anfänge der Stadt Chico liegen in der Mitte des 19. Jahrhunderts. Als die Kolonisten Edward A. Farwell und William Dickey 1843 in die Gegend der heutigen Stadt Chico kamen, war das unter dem Namen „Alta California“ bekannte Kalifornien noch eine abgelegene Provinz Mexikos, das nur zwei Jahrzehnte zuvor seine Unabhängigkeit vom Vizekönigreich Neuspanien erlangt hatte. Dickey nannte den Fluss, der heute direkt durch die Stadt fließt, „Arroyo Chico“, was auf Spanisch „kleiner Bach“ bedeutet.
Die Stadt Chico wurde von John Bidwell (1819–1900) gegründet, der 1841 im Alter von 21 Jahren als einer der ersten Kolonisten mit der Bartleson-Bidwell Party über den California Trail nach Alta California kam. Nachdem Bidwell im Zuge des Kalifornischen Goldrauschs zu Reichtum gelangt war, kaufte er ab 1849 rund 21.000 Acres (8.498 Hektar) Land nördlich und südlich des Chico Creek, um Landwirtschaft zu betreiben. Dieses Land gehörte ursprünglich den Maidu, einem Volk nordamerikanischer Indianer, deren Stamm mit dem Namen „Mechupda“ in einem Dorf südlich der heutigen Stadt Chico lebte.
Während Bidwell sich zunächst auf die Landwirtschaft konzentrierte und auf dem äußerst fruchtbaren Land neben verschiedenen Obstsorten auch Weintrauben, Oliven und Weizen anbaute, entschloss er sich 1860, seinen Besitz weiterzuentwickeln und beauftragte einen Landvermesser mit dem Entwurf eines Stadtplans. Das erste gemäß diesem Stadtplan errichtete Gebäude war ein noch im Jahr 1860 gebauter Saloon an der Ecke Main und Third Street.

### Von der Stadtgründung bis zum Ende des 19. Jahrhunderts
Einen ersten Entwicklungsschub für die noch junge Stadt brachte ihre Anbindung an das Netz der Oregon and California Railroad am 2. Juli 1870. Zwei Tage nach Fertigstellung der Gleise und damit pünktlich zum amerikanischen Unabhängigkeitstag erreichte der erste Zug von Marysville aus die jubelnden Bewohner Chicos. In einem Bericht über den feierlichen Empfang des Zuges und der 600-köpfigen Delegation aus Marysville hob die Zeitung Chico Weekly Enterprise hervor, von nun an stehe Chico „im Austausch mit den Städten der Welt“. Tatsächlich war es aber nicht allein der Passagierverkehr, der stark zur weiteren Entwicklung der Stadt betrug, sondern auch die Möglichkeit, Bauholz und landwirtschaftliche Erzeugnisse nach Sacramento sowie in die stark wachsenden Städte der San Francisco Bay Area zu transportieren. Allein der Unternehmer und Bankier James Franklin Moorehead schickte während der Ernte des Jahres 1873 täglich fünf Güterwagen mit Weizen auf die Reise.

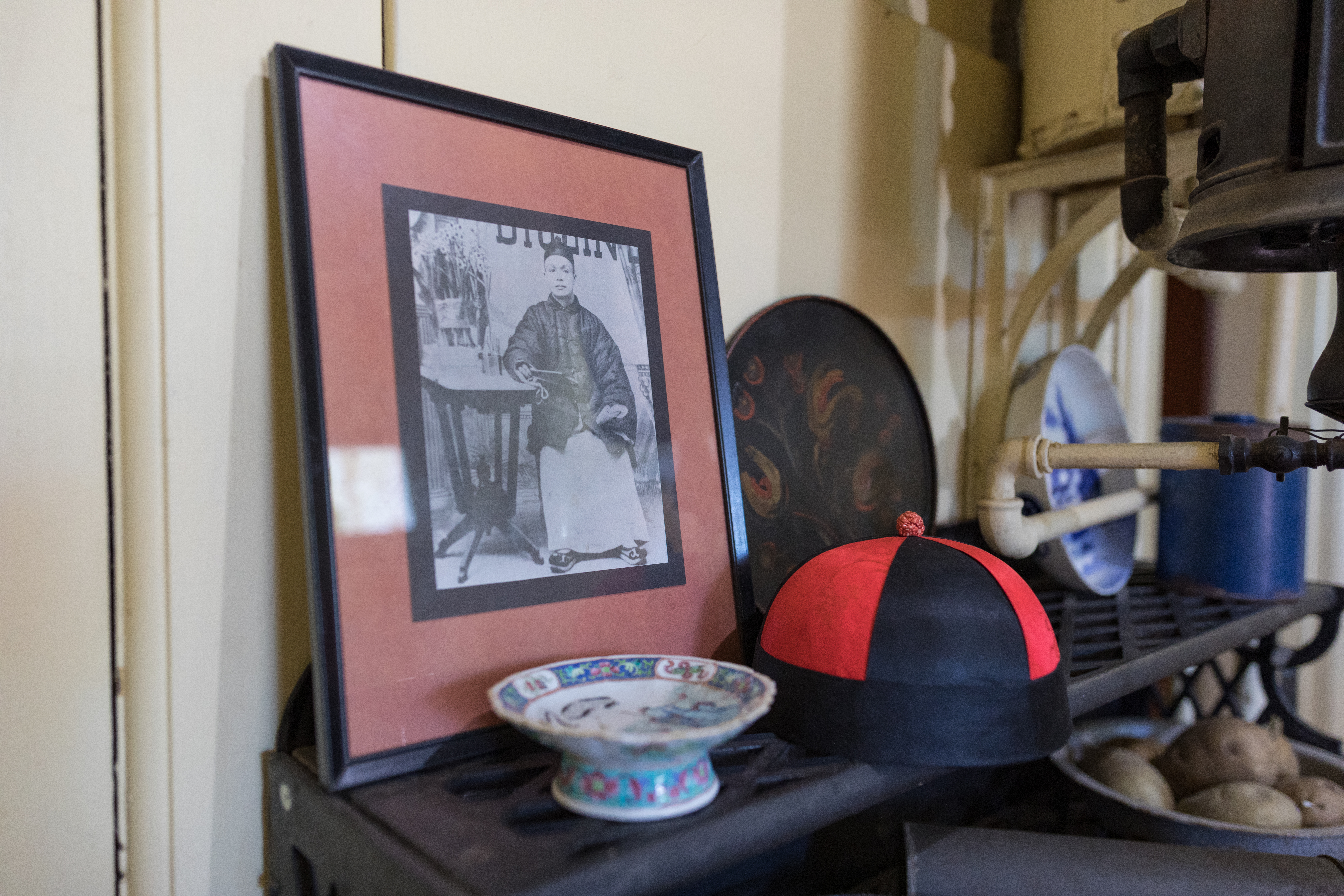
Im heute als Museum dienenden Stansbury House weisen noch einige Gegenstände auf die chinesischen Hausangestellten Oscar Stansburys hin

In die zweite Hälfte des 19. Jahrhunderts fällt allerdings auch eines der dunkelsten Kapitel der Geschichte Chicos. Die Wirtschaftskrise der 1870er Jahre verschärfte die Repressionen, denen sich Einwanderer aus China schon seit Beginn ihrer Migration nach Kalifornien im Zuge des Goldrausches ausgesetzt sahen. Die chinesischen Einwohner Chicos arbeiteten zu dieser Zeit in der Holzverarbeitung, ernteten und trockneten Obst in den landwirtschaftlichen Betrieben rund um die Stadt, betrieben Geschäfte wie Wäschereien und Restaurants oder arbeiteten als Haushaltshilfen in den Residenzen vermögender Weißer. Da sie in der Regel für geringeren Lohn arbeiteten, wurden sie vor allem von der im Niedriglohnsektor arbeitenden männlichen Stadtbevölkerung als Konkurrenz angesehen. Durch die Lokalpresse, aber auch durch Vereinigungen wie den Order of the Caucasians wurde die anti-chinesische Stimmung immer wieder aufgeheizt. Wenngleich sich prominente Bürger Chicos – unter ihnen auch John Bidwell und der Arzt Oscar Stansbury (1852–1925) – für die Chinesen einsetzten, eskalierte die Lage im Januar 1877 erstmals, als sechs Chinesen auf der Lemm Ranch nahe Chico ermordet wurden. In der Folge wurden die chinesischen Viertel Chicos mehrfach niedergebrannt und in den späten 1880ern verließen viele Chinesen schließlich die Stadt. Im Vergleich mit anderen Städten Kaliforniens leben heute nur noch wenige Asiaten in Chico; prominentes Erinnerungsstück zur Geschichte der Chinesen in der Stadt ist ein im örtlichen Museum ausgestellter chinesischer Altar aus dem 19. Jahrhundert.
Zu den Ereignissen, die weitreichenden Einfluss auf die Entwicklung der Stadt hatten, gehört die Gründung des Normal School Teachers’ College im Jahr 1887. Nachdem Oroville Verwaltungssitz von Butte County geworden war, ging der Zuschlag für den Bau einer Ausbildungsanstalt für Lehrer und Verwaltungsangestellte an öffentlichen Schulen Nordkaliforniens im Ausgleich an Chico. Positiven Einfluss auf diese Entscheidung hatte eine Landschenkung von John Bidwell, der sich so sehr für das Vorhaben einsetzte, dass er dem zuständigen Auswahlkomitee telegrafierte, er stelle jegliches Land seiner Farm „außer seinem Vorgarten“ zur Verfügung. Am 11. März 1887 erhielt Chico den Zuschlag und zwei Jahre später nahm die auf dem Gelände einer ehemaligen Kirschbaumplantage Bidwells gebaute Normal School mit 90 Studenten den Betrieb auf. Sie ist heute als California State University, Chico (häufig kurz „Chico State“) die zweitälteste Universität des California-State-University-Systems.

### Vom Beginn des 20. Jahrhunderts bis zum Ende des Zweiten Weltkriegs

Die Fabrik der Diamond Match Company in Chico, um 1909

Im Jahr 1901 kam John Heard Comstock von der in Ohio beheimateten Diamond Match Company, dem damals führenden Hersteller von Streichhölzern, nach Chico, um die Geschäfte von Diamond Match im Westen der Vereinigten Staaten auszubauen. Butte County gehörte seit jeher zu den Gegenden Nordkaliforniens mit einer florierenden Holzwirtschaft. Im Jahr 1871 hatte die Chico Flume and Lumber Company zwei Sägewerke am oberen Flusslauf des Big Chico Creek errichtet. Zur Beförderung der Baumstämme dienten „Flumes“ genannte Wasserkanäle, die auch für den hydraulischen Bergbau und andere Zwecke eingesetzt wurden und noch heute an vielen Stellen in Butte County zu sehen sind. Nachdem Diamond Match 1901 zunächst die in finanziellen Nöten steckende Sierra Lumber Company aufgekauft hatte, investierte die Firma in den kommenden Jahren große Summen in den Ankauf von Waldland. Allein in den Jahren 1902 und 1903 kaufte Diamond Match nahezu 80.000 Acres (rund 32.375 Hektar) Wald im heutigen Lassen National Forest. Von dem als Holzfällercamp gegründeten Ort Stirling City aus wurde eine Schmalspurbahn zum Abtransport des Holzes nach Chico gebaut. In Chico selbst baute Diamond Match eine Fabrik, die neben Streichhölzern auch Türen, Türrahmen und Versandkisten aus Holz herstellte. Die für den Betrieb der Fabrik benötigten Arbeiter wurden auf eigens zu diesem Zweck von Diamond Match angekauftem Land in Chico angesiedelt. Der nach dem größten Anteilseigner der Firma, Ohio Columbus Barber, benannte Stadtteil „Barber“ mit seinen kleinen Arbeiterhäusern erinnert noch heute an den großen Einfluss von Diamond Match auf die Entwicklung der Stadt. Auf dem Höhepunkt ihrer Produktion beschäftigte die Firma 2000 Arbeiter. 1980 stellte Diamond Match den Betrieb in Chico ein.

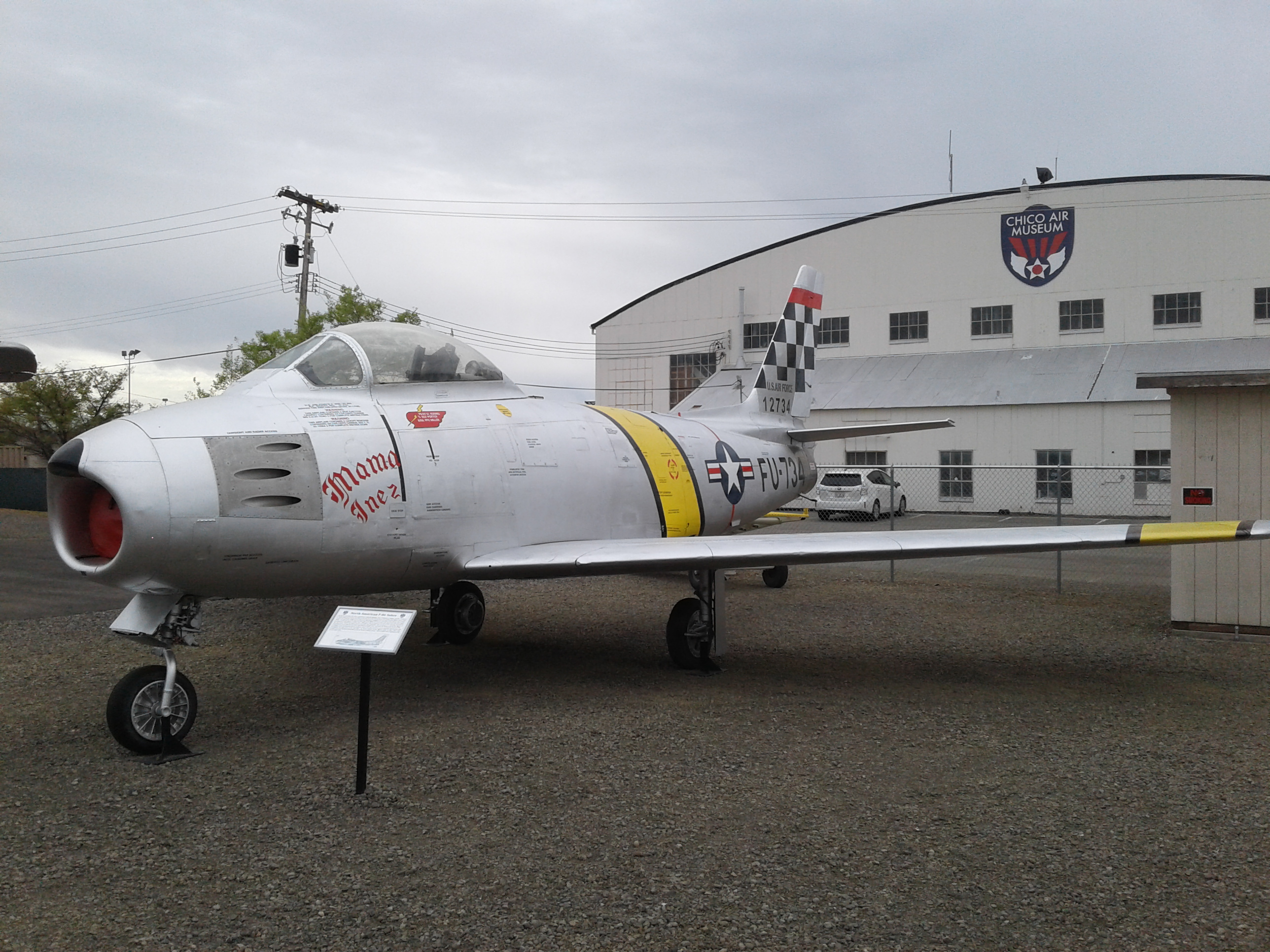
Das Chico Air Museum erinnert an Zeit, als die U.S. Air Force nördlich der Stadt Piloten ausbildete

Der Beginn der Nutzung des in den späten 1930er Jahren gebauten Flughafens der Stadt durch die United States Army Air Forces für die Ausbildung ihrer Piloten stellt ein weiteres wichtiges Ereignis in der Stadtgeschichte dar. Am 11. September 1941 unterzeichneten Vertreter der Stadt einen Vertrag mit dem United States Army Corps of Engineers zur Nutzung von 1045 Acres (rund 423 Hektar) nördlich von Chico. Das Army Corps of Engineers errichtete auf dieser Fläche neue Start- und Landebahnen, Straßen sowie zahlreiche Gebäude im Wert von insgesamt zwei Millionen Dollar. Die insgesamt 1900 in Chico stationierten Armeeangehörigen trugen mit ihren jährlichen Einkünften von zweieinhalb Millionen Dollar erheblich zum Aufschwung der örtlichen Wirtschaft bei. Dieser Aufschwung währte allerdings nur sehr kurz, denn schon mit dem Ende des Zweiten Weltkriegs im Jahr 1945 stellte die U.S. Air Force den Betrieb der Luftwaffenbasis in Chico wieder ein. In den folgenden Jahrzehnten entstand rund um den Flughafen ein Industriepark, in dem heute Unternehmen wie Build.com und Fifth Sun angesiedelt sind.

### Die zweite Hälfte des 20. Jahrhunderts
Die zweite Hälfte des 20. Jahrhunderts war von dem Streit um den Bau des Highway 99E durch Chico, von der Begrenzung der Neubauten im Westen Chicos durch die „Green Line“ und von den „wilden Jahren“ der Chico State geprägt.

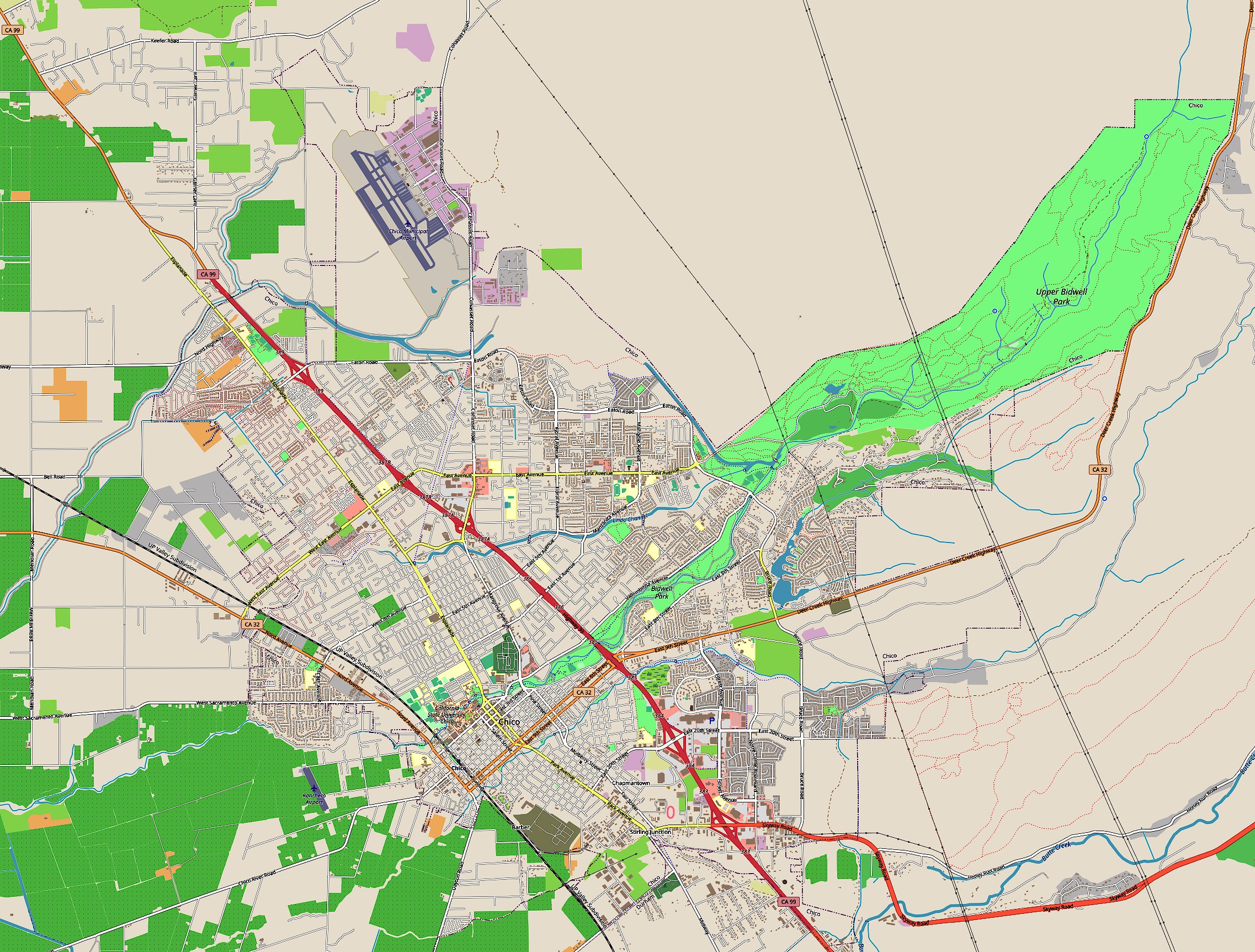
Karte von Chico mit dem die Stadt durchschneidenden Highway 99 in Rot, oben der Flughafen in Blau (2021)

In den frühen sechziger Jahren entzündete sich eine Kontroverse darüber, ob der Neubau des durch das kalifornische Längstal in Nord-Süd-Richtung verlaufenden Highway 99 durch Chico führen oder um die Stadt herumgeleitet werden sollte. Bis dahin verlief die vielbefahrene und auch von Lastwagen genutzte Fernstraße direkt durch Chicos Innenstadt. Die letztendlich umgesetzte Planung stieß auf den Widerstand eines Teils der eingesessenen Bevölkerung, dessen Häuser dem Neubauprojekt weichen mussten. Darüber hinaus wurde kontrovers diskutiert, welchen Einfluss die Führung des Highway durch den unteren Teil des Bidwell Park haben würde. Nach langen Diskussionen erklärte sich das California Department of Transportation bereit, die alte Strecke durch Verschönerungsmaßnahmen zu verbessern und die durch die neuen Brückenkonstruktionen im Bereich des Lower Bidwell Park hervorgerufenen Störungen im Erscheinungsbild durch Bepflanzungen abzumildern. Seitdem der durch die Stadt führende Neubau im September 1963 eingeweiht wurde, sind wichtige Teile Chicos wie etwa die Einkaufszentren im Süden oder die Universität im Westen der Stadt durch eigene Abfahrten leicht erreichbar. In der Literatur wird diese Baumaßnahme bisweilen zu den wichtigsten Projekten in der jüngeren Stadtentwicklung gezählt.
Im Juli 1982 nahm der Rat der Stadt ein Plan an, der eine „grüne Linie“ im Westen Chicos zog und damit die Grenze zwischen den bebauten Flächen und dem landwirtschaftlichen Gebiet am Stadtrand festschrieb. Initiiert von verschiedenen landwirtschaftlich orientierten Interessengruppen zielte dieser Plan darauf ab, das fruchtbare Land im Westen Chicos für die Landwirtschaft zu erhalten und das Stadtwachstum in den Norden und Osten Chicos zu lenken. Obwohl der Vorschlag seinerzeit äußerst kontrovers diskutiert wurde, ist die „Green line“ bis heute intakt und schützt die Mandel- und Walnussplantagen im Westen Chicos vor einer weiteren Ausdehnung der Stadt.
Die „wilden Jahre“ der Universität in Chico kulminierten im Jahr 1987, als das Magazin Playboy die Chico State zur landesweit besten „Party School“ kürte. Besonders beliebt unter den Studenten war das „Tubing“ auf dem Sacramento River, bei dem sich am Labor Day bisweilen vierzig- bis sechzigtausend Teilnehmer auf Autoschläuchen bei gleichzeitigem Konsum alkoholischer Getränke den Fluss hinuntertreiben ließen. Eine feste Institution im Studentenleben war auch der jährlich im Mai abgehaltene „Pioneer Day“, an dem sich die Teilnehmer nach Art der frühen Siedler kleideten, der Campus mit selbstgebauten Wildwest-Kulissen übersät war und eine Parade mit Pferden und bunt geschmückten Wagen durch die Stadt zog. Die zunehmende Zahl der Besucher solcher Veranstaltungen sowie der häufig außer Kontrolle geratene Alkoholkonsum führten 1990 schließlich zu Auseinandersetzungen zwischen der Polizei und randalierenden Studenten, in deren Folge die Verantwortlichen der Universität und der Stadt Alkoholverbote auf dem Campus und dem Sacramento River erließen und den Pioneer Day über Jahre hinweg verboten.

## Politik und Verwaltung

### Stadtverwaltung
Die Stadt Chico ist eine Charter City und folgt damit in städtischen Angelegenheiten ihrer eigenen Satzung anstelle der allgemeinen Gesetze des Staates Kalifornien. Der Stadtrat besteht aus sieben Mitgliedern, die in ihren jeweiligen Wahlkreisen (engl. districts) für einen Zeitraum von vier Jahren gewählt werden. Die Wahlen finden jeweils in geradzahligen Jahren im Monat November statt, wobei bei jeder Wahl drei bis vier Sitze im Stadtrat neu besetzt werden, um eine gewisse Kontinuität zu gewährleisten. Nach der Wahl bestimmen die Mitglieder des Stadtrates aus ihren Reihen einen Bürgermeister und einen stellvertretenden Bürgermeister für eine Amtszeit von zwei Jahren. Der Stadtrat tritt zweimal monatlich zu öffentlichen Sitzungen zusammen, die auch über einen Livestream im Internet verfolgt werden können.

### Wahlergebnisse bei den letzten Kongress- und Präsidentschaftswahlen

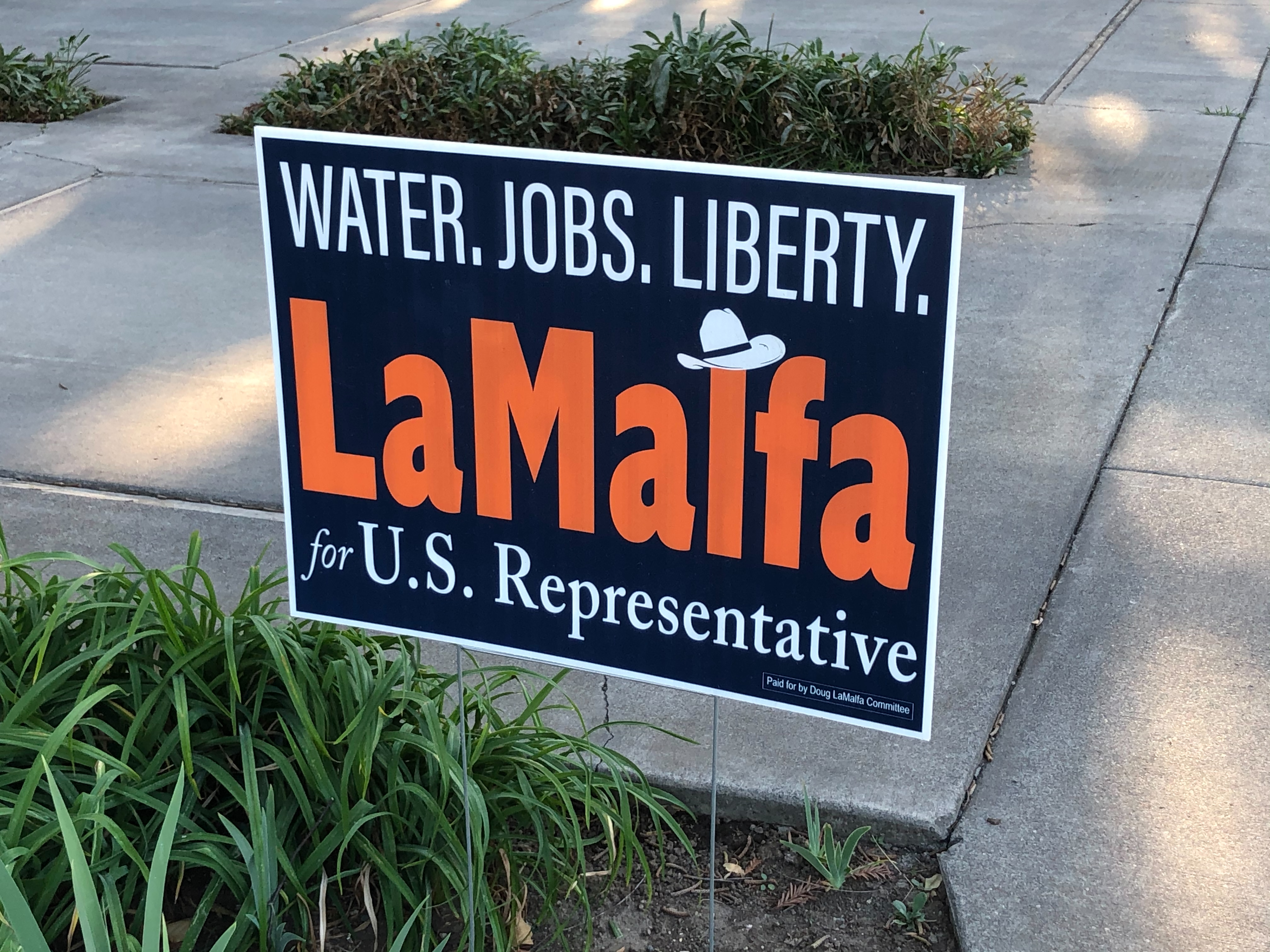
Im Jahr 2020 warb der republikanische Kandidat für das US-Repräsentantenhaus Doug LaMalfa mit einem Slogan, der klar auf ländliche Wähler abzielte. In der Stadt Chico konnte er damit keinen einzigen Wahlbezirk für sich entscheiden.

Butte County ist das County in Kalifornien mit dem ausgeglichensten Verhältnis zwischen Anhängern der Republikanischen Partei und der Demokratischen Partei. Im Oktober 2020 waren 35,7 % der Wahlberechtigten als Anhänger der Demokraten und 35,8 % als Anhänger der Republikaner registriert; die übrigen 28,5 % waren als Anhänger einer der kleineren Parteien in den USA registriert oder hatten es abgelehnt, bei ihrer Wählerregistrierung eine Parteipräferenz anzugeben. Während die Wähler in Butte County bei der vorangegangenen Präsidentschaftswahl noch für Donald Trump und Mike Pence gestimmt hatten, gab in der Präsidentschaftswahl 2020 eine knappe Mehrheit von 49,6 % der Wähler ihre Stimme für Joe Biden und Kamala Harris ab; 47,6 % stimmten für Donald Trump und Mike Pence. Allerdings tendiert die Mehrheit traditionell eher zu den Republikanern – in 10 von 12 der vor dem Jahr 2020 abgehaltenen Präsidentschaftswahlen lagen die Kandidaten der Republikanischen Partei vorn. Dabei ist Butte County zweigeteilt: Während die Bewohner der Stadt Chico eher den Demokraten zuneigen, unterstützen die übrigen, zumeist in ländlicheren Teilen des Countys lebenden Wähler traditionell die Republikaner. Bei den Wahlen zum US-Repräsentantenhaus im November 2020 konnte der Kandidat der Republikaner, Doug LaMalfa, keinen einzigen Wahlbezirk innerhalb der Stadtgrenzen von Chico für sich entscheiden.

## Bevölkerung

### Bevölkerungsentwicklung
Während San Francisco um 1880 mit rund 234.000 Einwohnern zu den zehn größten Städten in den Vereinigten Staaten zählte, hatte Chico zum selben Zeitpunkt gerade einmal 3300 Einwohner. Bis 1910 blieb die Einwohnerzahl Chicos relativ konstant. Für das Jahr 1950 wies der U.S. Census erstmals mehr als 10.000 Bewohner aus und der Anstieg der Bevölkerungszahl lag zwischen 1940 und 1950 erstmals über 30 %. In den Jahren zwischen 1950 und 1990 stieg die Zahl der Einwohner weiter stark an. Der U.S. Census des Jahres 1990 wies mit 50 % in der vorangegangenen Dekade die bisher höchste Wachstumsrate der Stadtbevölkerung auf. Bis 2010 stieg die Zahl der Bewohner auf über 86.000 an und im Rahmen des U.S. Census des Jahres wurde eine Einwohnerzahl von 101.475 ermittelt.
In Folge des Camp Fire von Ende 2018 wurde Chico zum Zufluchtsort für Bewohner der stark vom Waldbrand betroffenen Orte wie Paradise. In der unmittelbaren Folgezeit wurden mehrere Zeltstädte für obdachlose Bewohner der Region errichtet. Im Januar 2019 galt Chico als der heißeste Immobilienmarkt der USA, weil viele der Opfer Finanzierungszusagen ihrer Versicherungen bekommen hatten, aber nicht mehr in den vom Feuer betroffenen Orten wohnen wollten, sondern in der nächstgrößeren Stadt ihre Zukunft sahen. Laut NBC News wuchs die Bevölkerungszahl Chicos durch das Camp Fire um 10.000 bis 20.000 ständige Einwohner.

### Bevölkerungsstruktur
Laut dem United States Census aus dem Jahr 2010 lag das mittlere Alter der Bewohner Chicos bei rund 30 Jahren und damit rund acht Jahre unter dem mittleren Alter der Gesamtbevölkerung in den Vereinigten Staaten. Mit einem Anteil von 82,0 % stellten die weißen Bewohner die größte Bevölkerungsgruppe, gefolgt von 4,7 % Asiaten, 2,1 % Afroamerikanern und 0,6 % Menschen indigener Abstammung. 5,1 % der Befragten gaben an, zu einer anderen Ethnie zu gehören und weitere 5,1 % gaben an, zu mehreren Ethnien zu gehören. Das mittlere Haushaltseinkommen lag im Jahr 2010 bei 53.324 Dollar und damit nur leicht unter dem mittleren Haushaltseinkommen in Kalifornien insgesamt (54.283 Dollar), allerdings deutlich unter dem mittleren Haushaltseinkommen in San Francisco (73.027 Dollar). Der Anteil der Menschen unterhalb der Armutsgrenze lag im selben Zeitraum bei 23,3 %. Auf die Frage nach der in ihrem Haushalt gesprochenen Sprache nannten rund 84 % der Bewohner Chicos Englisch, während rund 10 % Spanisch angaben, was mit dem hohen Anteil spanischsprachiger Farmarbeiter in der landwirtschaftlich geprägten Region rund um Chico zusammenhängt. 37,4 % der Einwohner Chicos gaben im Jahr 2010 an, einen Bachelor-Abschluss oder einen höheren Studienabschluss zu besitzen.

### Aktuelle soziale Probleme
Die Opioidkrise in den USA hat Chico stärker getroffen als andere Städte in Kalifornien. Laut offiziellen Zahlen des California Department of Public Health aus dem Jahr 2019 starben in Butte County im Vergleich zum Mittelwert für den Staat Kalifornien zweieinhalbmal soviele Menschen infolge ihres Drogenkonsums. Als Grund wurde die überdurchschnittlich hohe Zahl von Verschreibungen für Schmerzmittel mit hohem Suchtpotential wie Oxycodon identifiziert. Allein von einer Filiale der Apothekenkette Walgreens in Chico wurden im Jahr 2016 nahezu fünfmal so viele opiathaltige Schmerzmittel bestellt wie im landesweiten Durchschnitt. Eine der hieraus resultierenden Folgen für die Stadt ist der deutliche Anstieg der Zahl an Obdachlosen, die insbesondere in der Innenstadt Chicos zum täglichen Bild gehören. Beamte des Chico Police Department tragen für Notfälle das Arzneimittel Naloxon mit sich, um im Falle von Überdosierungen Erste Hilfe leisten zu können. Gleichzeitig sprachen sich aber im Jahr 2019 sowohl der Polizeichef von Chico als auch der Sheriff von Butte County gegen die Abgabe steriler Injektionsbestecke im Rahmen eines Spritzen- und Nadeltauschprogramms aus. Ein im Januar 2021 veröffentlichter „Special Report“ der Handelskammer Chicos (Chico Chamber of Commerce) bezeichnet die Obdachlosigkeit als eines der Hauptprobleme der örtlichen Wirtschaft.

## Wirtschaft und Infrastruktur

### Bildungseinrichtungen

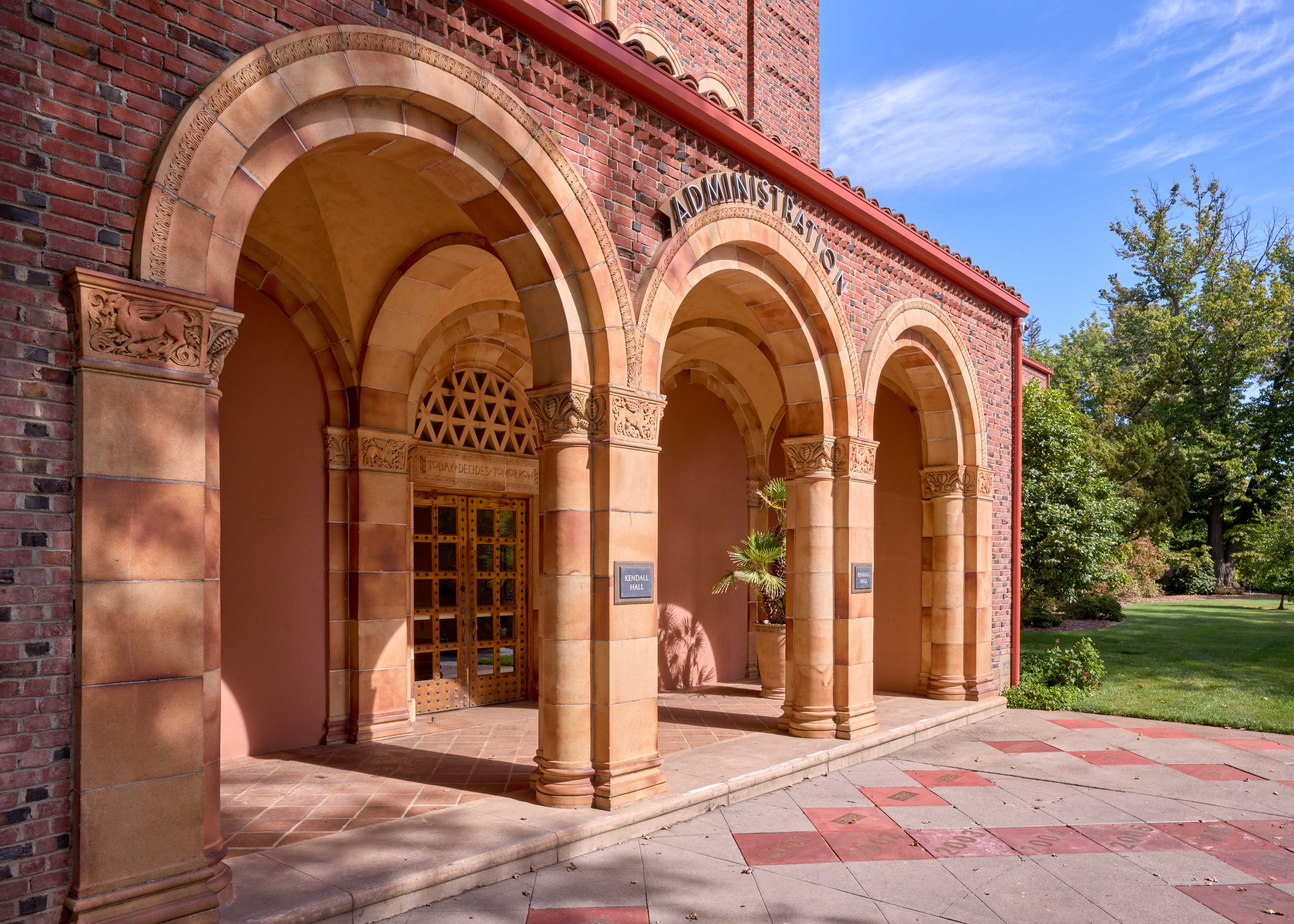
Eingangsbereich von Kendall Hall, erbaut im Jahr 1929. Über der Tür das Universitätsmotto „Today decides tomorrow“. Kendall Hall dient heute als Verwaltungsgebäude der Universität

Die 1887 gegründete California State University, Chico hat die Entwicklung der Stadt maßgeblich beeinflusst und stellt bis heute einen der größten Wirtschaftsfaktoren Chicos dar. Der Universitätscampus grenzt direkt an die Innenstadt Chicos, so dass die Studenten leichten Zugang zu Restaurants, Bars und Einkaufsmöglichkeiten haben. Im Herbst 2022 waren insgesamt 13.840 Studierende eingeschrieben, die zu 97 % und damit fast ausschließlich aus Kalifornien stammten. Hinzu kamen zu diesem Zeitpunkt 919 Dozenten und 1062 Verwaltungsangestellte. Zahlenmäßig die größte Gruppe stellen die Studenten mit dem Hauptfach „Business Administration“. Durch ihre Platzierung als beste „Party School“ der Vereinigten Staaten im Jahr 1987 erreichte die Chico State landesweite Aufmerksamkeit. Allerdings hat die Universitätsleitung seither große Anstrengungen unternommen, dieses Bild der Universität in der öffentlichen Wahrnehmung wieder loszuwerden, so dass es die Chico State im Jahr 2005 erstmals nicht mehr auf einen der zehn ersten Plätze dieses Rankings schaffte. Während die Zahl der eingeschriebenen Studenten zwischen 2010/11 und 2017/18 stetig anstieg, ist sie seither rückläufig.
Im Sekundarbereich gibt es im Chico Unified School District mit der Chico High School und der Pleasant Valley High School zwei öffentliche weiterführende Schulen. Für die Klassenstufen vom Kindergarten bis zur vierten, fünften oder sechsten Klasse bietet die Stadt zwölf Elementary Schools und als Bindeglied zwischen den Elementary Schools und den High Schools drei Junior High Schools. Neben diesen öffentlichen Schulen stehen auch eine Reihe von privaten, zumeist christlich ausgerichteten Einrichtungen zur Verfügung.

### Landwirtschaft

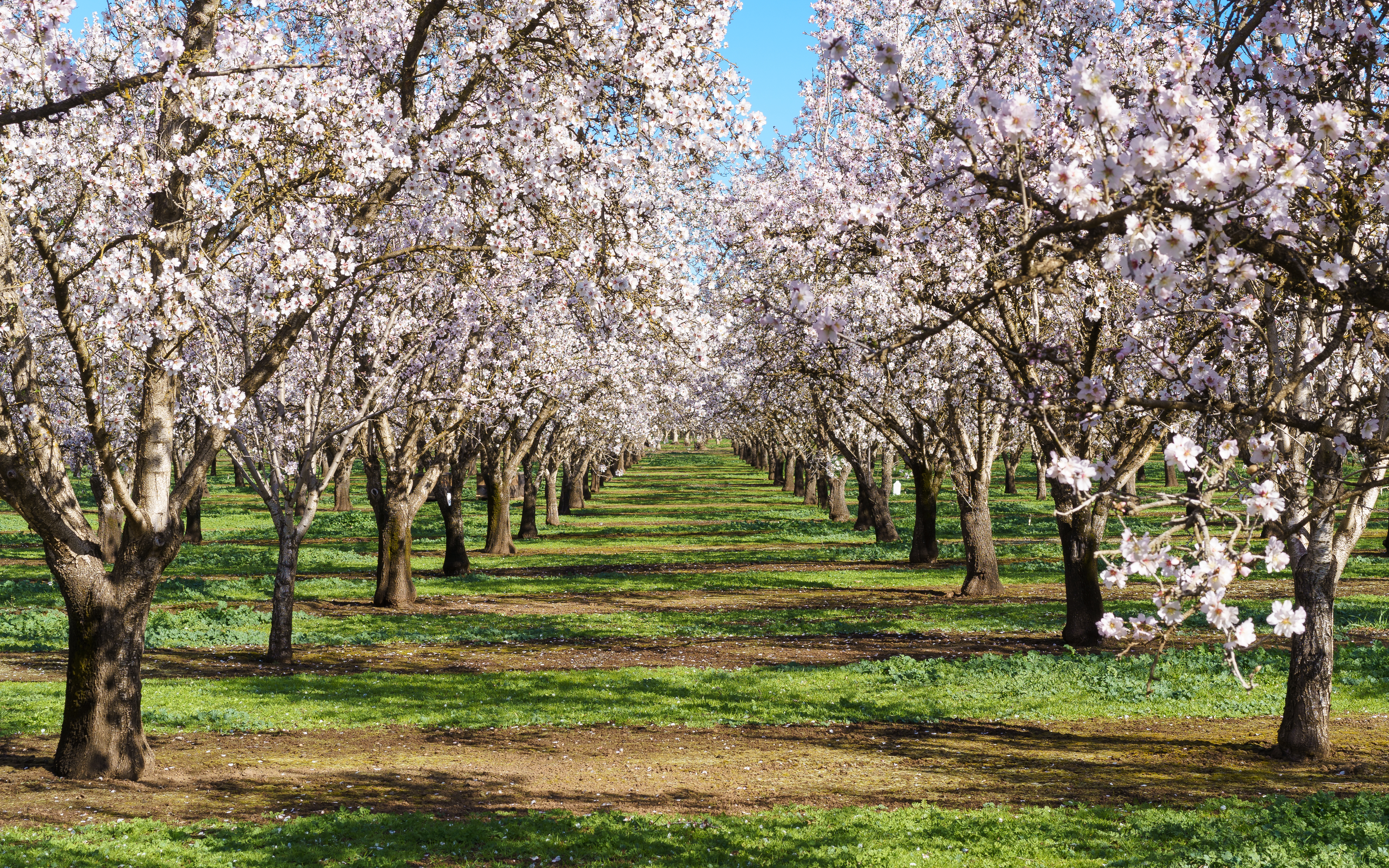
Mandelblüte südwestlich von Chico, Ende Februar 2021

Chico liegt in einer stark landwirtschaftlich geprägten Region. Die Stadt ist von Mandel- und Walnussbäumen umgeben; selbst innerhalb des Stadtgebietes gibt es noch einzelne mit Nussbäumen bestandene Parzellen.
Zwischen Ende Februar und Anfang März blühen die Mandelbäume weißlich-rosa und zu dieser Zeit werden zahlreiche Bienenvölker für die Bestäubung eingesetzt. Die Mandelernte findet zwischen Mitte August und Oktober statt. Innerhalb Kaliforniens belegte die Mandelproduktion rund um Chico im Jahr 2015 mengenmäßig den neunten Platz.
Eine Besonderheit im Sprachgebrauch der alteingesessenen Bewohner der Stadt sowie der Menschen in den ländlichen Teilen Butte Countys ist die Aussprache des englischen Wortes „almond“ (Mandel). Während die Einheimischen das „l“ in „almond“ üblicherweise weglassen, sprechen Zugezogene das „l“ in der Regel mit. Als Grund für diesen Unterschied geben Einheimische gerne scherzhaft an, der Buchstabe sei durch das bei der Ernte übliche Schütteln der Bäume aus dem Wort herausgefallen („because you shake the ‘l’ out of it“).
Die Gesamtfläche an Walnussbäumen rund um Chico und in anderen Teilen Butte Countys belief sich im Jahr 2017 auf mehr als 44.500 Acres (18.000 Hektar), womit Butte County den Spitzenplatz in der Walnussproduktion Kaliforniens belegte. Die Walnussernte findet üblicherweise im Oktober statt. Im Jahr 1968 wurde eine an der University of California, Davis gezüchtete neue Walnusssorte nach der Stadt Chico benannt.

### Produzierende Unternehmen

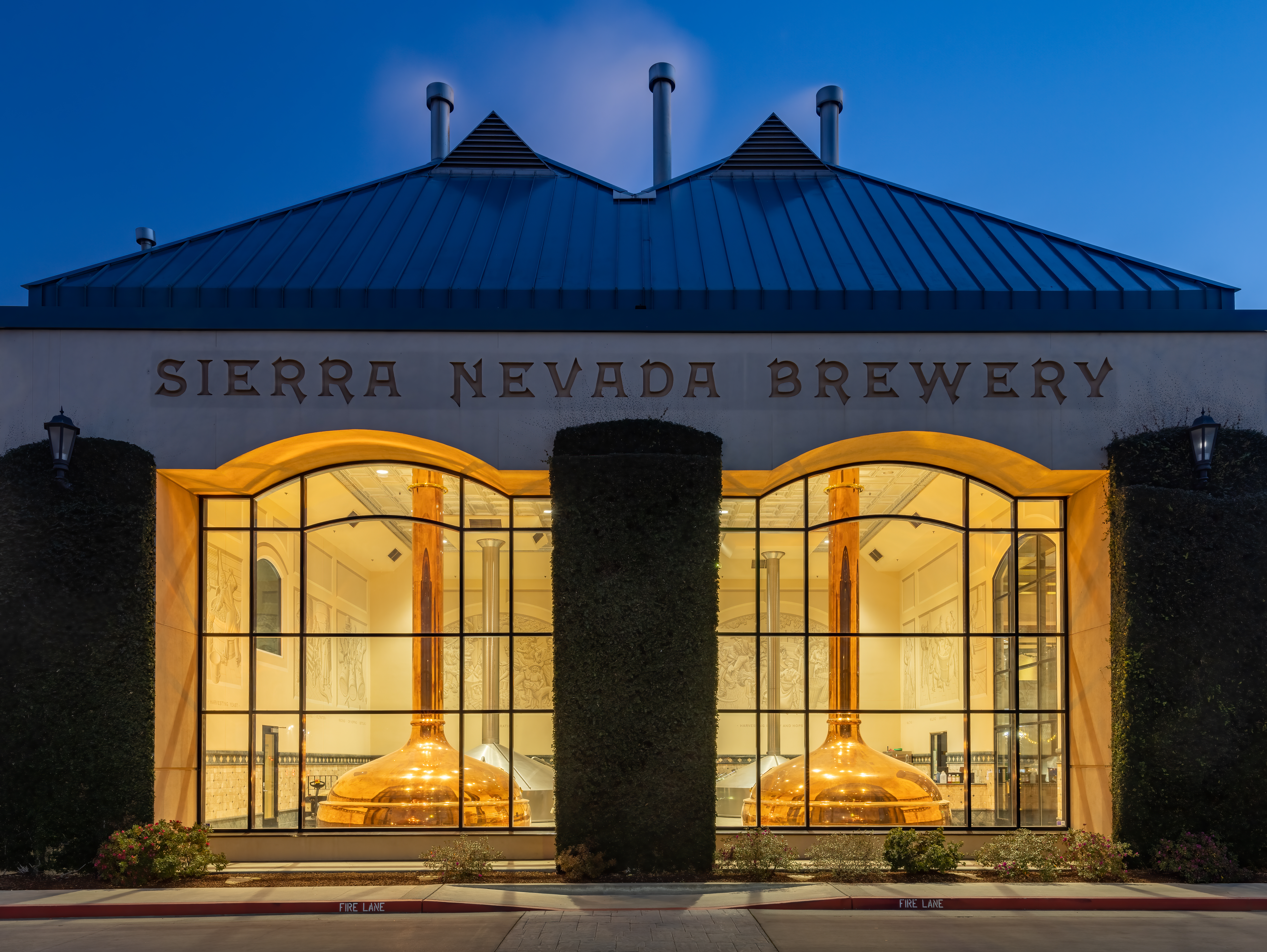
Zwei kupferne Sudpfannen im Hauptgebäude der Sierra Nevada-Brauerei in Chico

Laut Zahlen des United States Bureau of Labor Statistics waren im Jahr 2019 rund 4,1 % der Bewohner der Metropolregion Chico in produzierenden Unternehmen beschäftigt (Vereinigte Staaten insgesamt: 6,2 %). Zu den überregional bekanntesten in Chico hergestellten Produkten zählen die Biere der 1980 gegründeten Sierra Nevada Brewing Company. Die Brauerei ist auf Craft Beer spezialisiert und belegte im Jahr 2018 mit einem Ausstoß von rund 874.430 Hektolitern den an der Menge gemessenen dritten Platz unter den Craft-Beer-Brauereien in den Vereinigten Staaten. Sie gilt als eine der treibenden Kräfte in der Craft-Beer-Bewegung der 1980er und 1990er Jahre und beschäftigte im Oktober 2019 1152 Mitarbeiter.
Weitere überregional bekannte Produkte, die in Chico hergestellt werden, sind die Trinkbehälter der Marke „Klean Kanteen“ und die Taschen der Firma ChicoBag. Das 1994 in Chico gegründete Unternehmen Fifth Sun gehört zu den führenden Anbietern im Geschäft mit Lizenzbekleidung in den Vereinigten Staaten.

### Verkehr

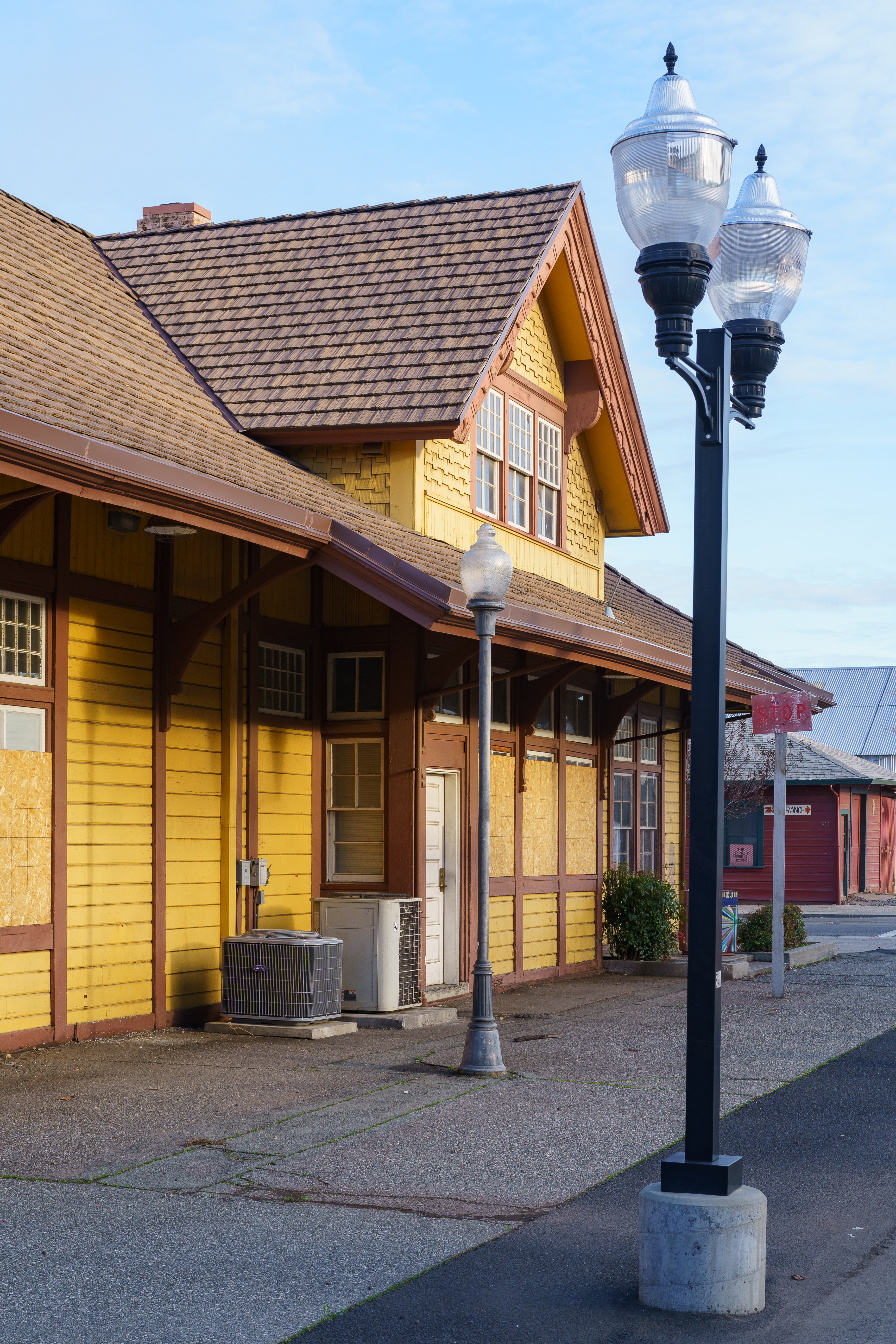
Der Bahnhof Chicos ist seit 1987 im National Register of Historic Places aufgeführt

Rund sechs Kilometer nördlich der Innenstadt Chicos liegt der Chico Regional Airport, der in den späten 1930er Jahren gebaut wurde, seit 2014 aber von keiner größeren Fluggesellschaft mehr angeflogen wird. Der Flughafen erlangte überregionale Bekanntheit, als er im Juli 1961 Schauplatz der ersten Flugzeugentführung in den Vereinigten Staaten wurde. Rund zwei Kilometer südwestlich vom Stadtzentrum befindet sich außerdem der Ranchaero Airport für privaten Flugverkehr.
Die Eisenbahngesellschaft Amtrak betreibt den Bahnhof von Chico, der 1892 eröffnet wurde und heute als nationales Kulturdenkmal anerkannt ist. Der Bahnhof dient als Haltestelle für den Coast Starlight, einen Fernzug, der täglich Passagiere zwischen Los Angeles und Seattle befördert. Über Greyhound-Busse können vom Bahnhof Chicos aus weitere Ziele angesteuert werden.
Die Highways 99 und 32 verlaufen beide direkt durch Chico. Der Highway 99 verbindet Chico im Norden mit Red Bluff und im Süden mit Yuba City. Sowohl über den Highway 99 als auch über den im Süden parallel hierzu verlaufenden Highway 70 kann Sacramento erreicht werden. Der Highway 32 verbindet Chico im Westen mit der in Nord-Süd-Richtung verlaufenden Interstate 5, über die Oregon oder Südkalifornien erreicht werden können. In nördlicher Richtung führt der Highway 32 in die Gebirgskette der Kaskaden, wo über den Highway 89 der südwestliche Eingang zum Lassen-Volcanic-Nationalpark erreicht werden kann.
Der öffentliche Nahverkehr Chicos wird vom Unternehmen Butte Regional Transit (auch „B-Line“) betrieben und umfasst elf innerstädtische Buslinien sowie weitere elf Linien, die in benachbarte Orte wie Paradise, Oroville oder Gridley führen. Auf der Website des Butte Regional Transit wird der Standort der verschiedenen Busse in Echtzeit auf einer Karte angezeigt.

### Versorgungsbetriebe und öffentliche Einrichtungen

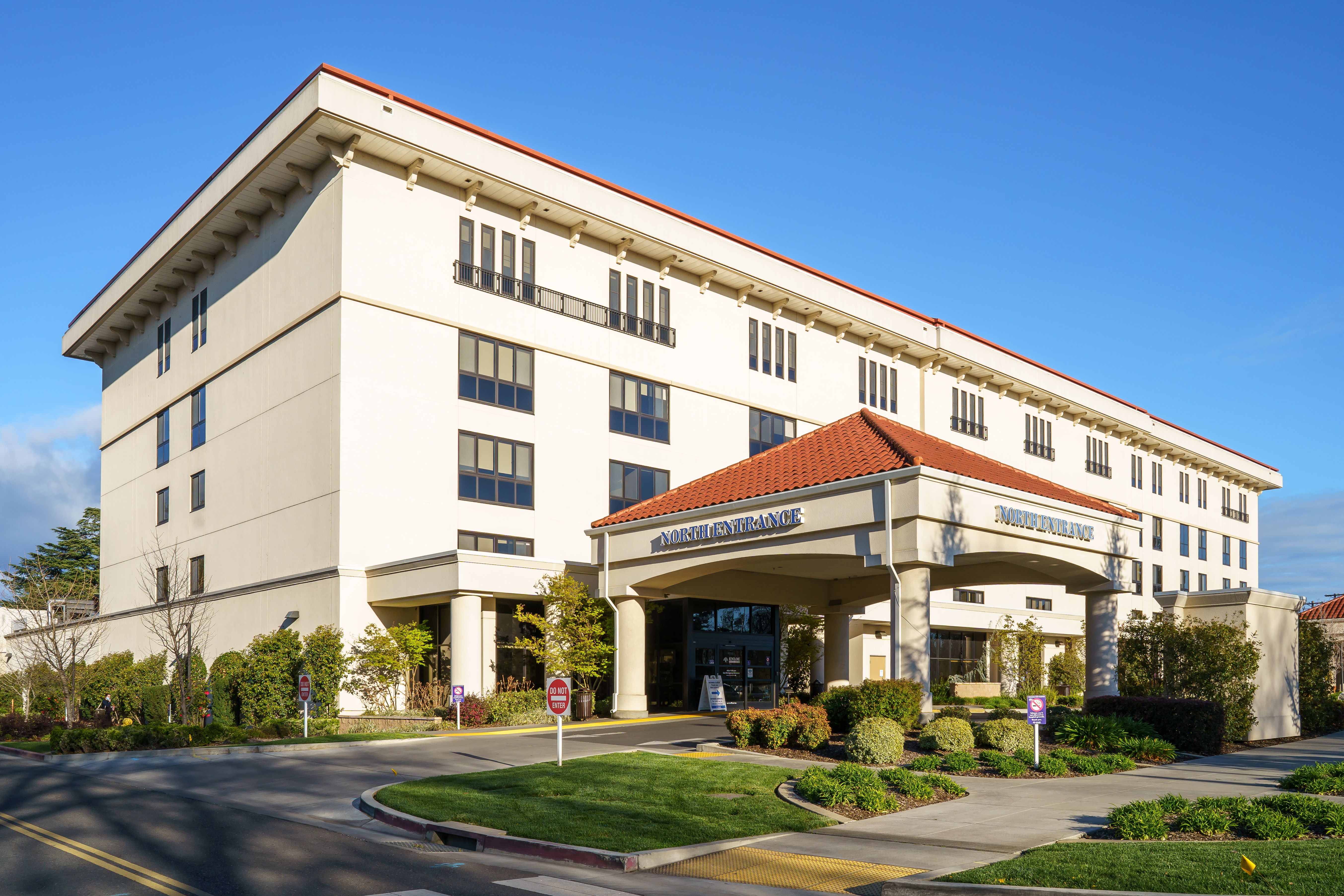
Das Enloe Medical Center ist eines der wenigen Krankenhäuser in Kalifornien, die in öffentlicher Trägerschaft betrieben werden

Das von dem Arzt Newton Thomas Enloe (1872–1954) im Jahr 1913 gegründete Enloe Medical Center in Chico ist ein Krankenhaus mit rund 300 Betten und eines von zwei „Level II Trauma Centers“ (der zweithöchsten Stufe in den Vereinigten Staaten) nördlich von Sacramento. Es ist die einzige Einrichtung in der Region, die über eine Intensivstation für Neugeborene verfügt. Ein Rettungshubschrauber steht Mitgliedern des FlightCare Membership Program für Rettungseinsätze kostenlos zur Verfügung. Dies ist insbesondere für diejenigen Bewohner Butte Countys und benachbarter Counties von Bedeutung, die weit von der Stadt entfernt wohnen und damit für Rettungswagen nicht schnell erreichbar sind. Das Enloe Medical Center ist eines der wenigen Krankenhäuser in Kalifornien, die noch in öffentlicher Trägerschaft betrieben werden und damit stärker auf den Nutzen für die Gesellschaft als auf den Profit der Betreibergesellschaft ausgerichtet sind. Als Ergebnis wird das Krankenhaus immer wieder mit Preisen ausgezeichnet, so etwa im Jahr 2021, als das Enloe Medical Center es auf die Liste der 250 besten Krankenhäuser der Vereinigten Staaten schaffte.

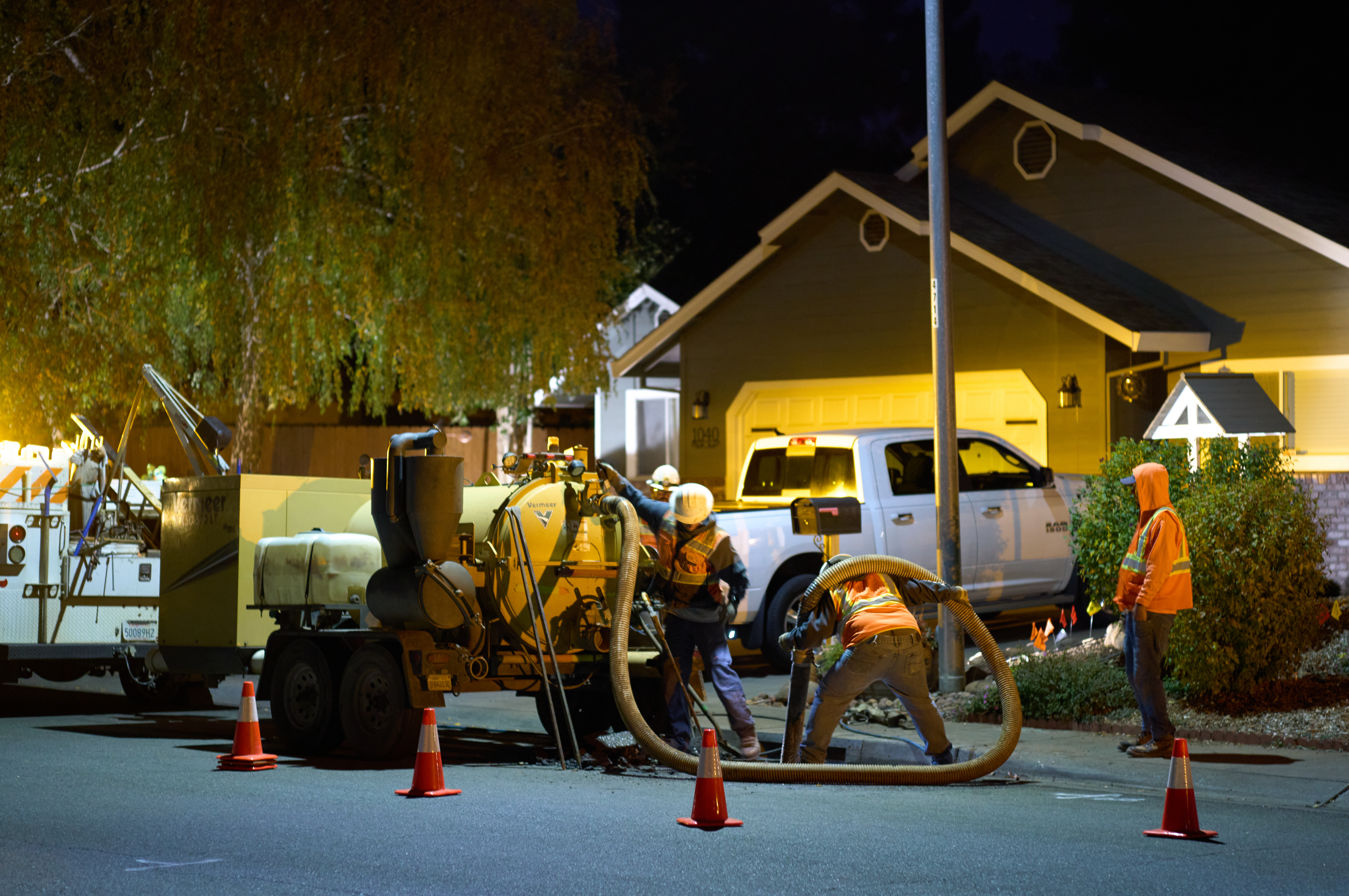
Arbeiter von Cal Water bei einem nächtlichen Reparatureinsatz in Chico

Die Wasserversorgung der Stadt wird vom California Water Service (häufig kurz „Cal Water“) sichergestellt. Diese 1926 gegründete Firma mit Sitz in San José bezieht ihr Wasser aus insgesamt 65 Grundwasserbrunnen in der Region zwischen der Nachbargemeinde Hamilton City und Chico. Die Firma Pacific Gas and Electric (häufig kurz „PG&E“) versorgt die Stadt Chico mit Elektrizität. Im Zuge der verheerenden Waldbrandsaison des Jahres 2020 unterbrach PG&E mehrfach die Stromversorgung in Butte County, um die Entzündung weiterer Feuer durch bei starken Winden umstürzende Leitungsmasten zu verhindern; hiervon waren in den Monaten September und Oktober 2020 zeitweilig bis zu 14.000 Kunden betroffen.

### Medien

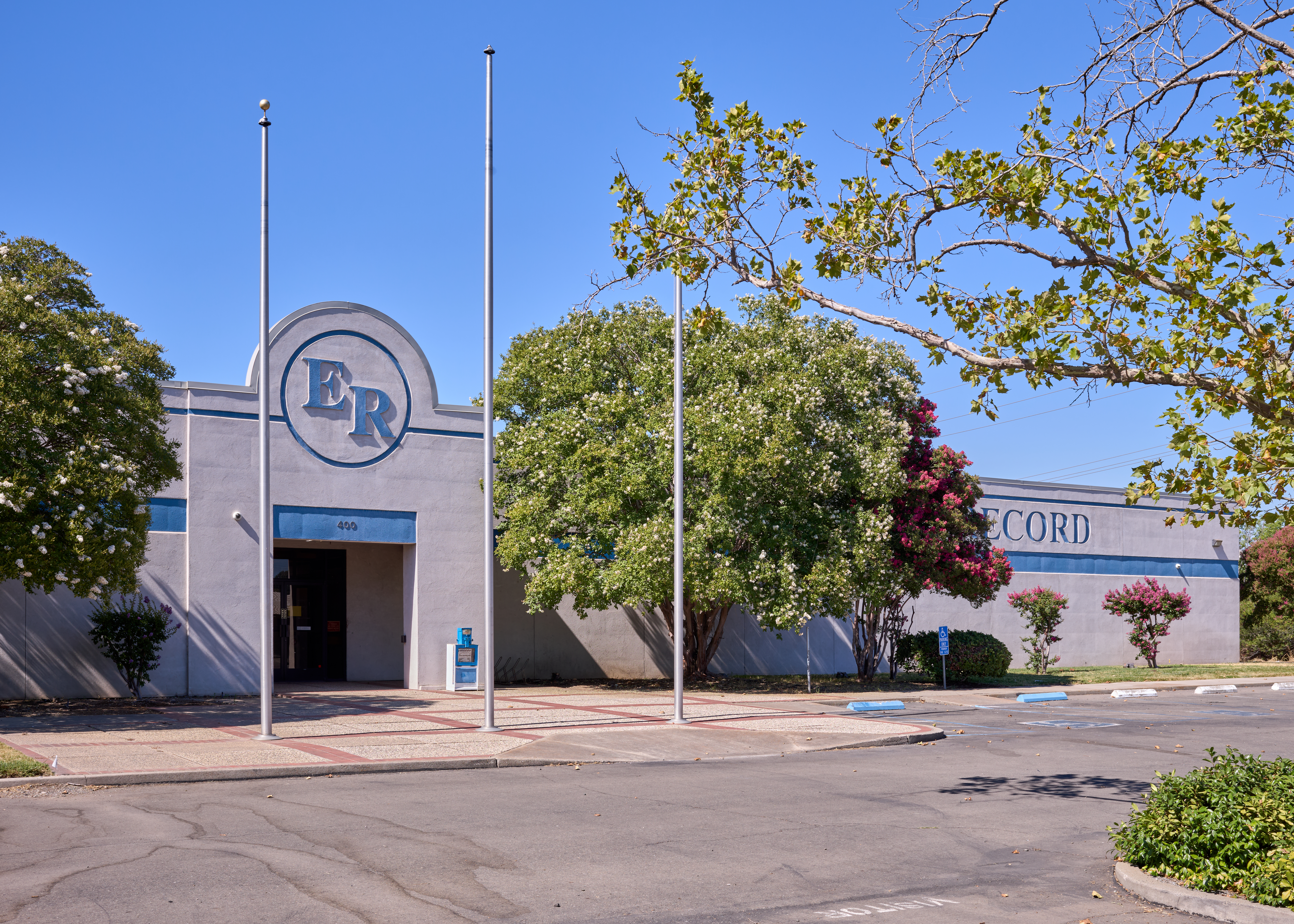
Das Gebäude des Chico Enterprise-Record im Juli 2024

Die einzige in Chico erscheinende Tageszeitung ist der Chico Enterprise-Record, der im Dezember 1948 aus der Verschmelzung des Chico Record und des Chico Enterprise hervorging. Der Enterprise-Record gilt als konservativer als der einmal wöchentlich erscheinende Chico News and Review. Letzterer erscheint seit August 1977 und seine ursprünglichen Redakteure waren Studenten der Chico State. Zwischenzeitlich gab es auch die 1980 gegründete Chico Times, die sich politisch zwischen dem Enterprise-Record und dem Chico News and Review verortete, aber schon nach drei Jahren ihres Bestehens in ein Gutscheinheft umgewandelt wurde.
Zu den in Chico beheimateten Fernsehsendern gehören KXVU-LD, KUCO-LD und KKTF-LD, die alle zur Sinclair Broadcast Group gehören. Der zur Fox Broadcasting Company gehörende Sender KCVU betreibt ein Nachrichtenbüro in der Innenstadt Chicos.
Darüber hinaus gibt es acht in Chico angesiedelte Hörfunksender, deren Schwerpunkte von Christlich (KHAP) über Rock (KPAY) zu Alternativ-Gemischt (KZFR) reichen.

## Kultur und Sehenswürdigkeiten

### Museen

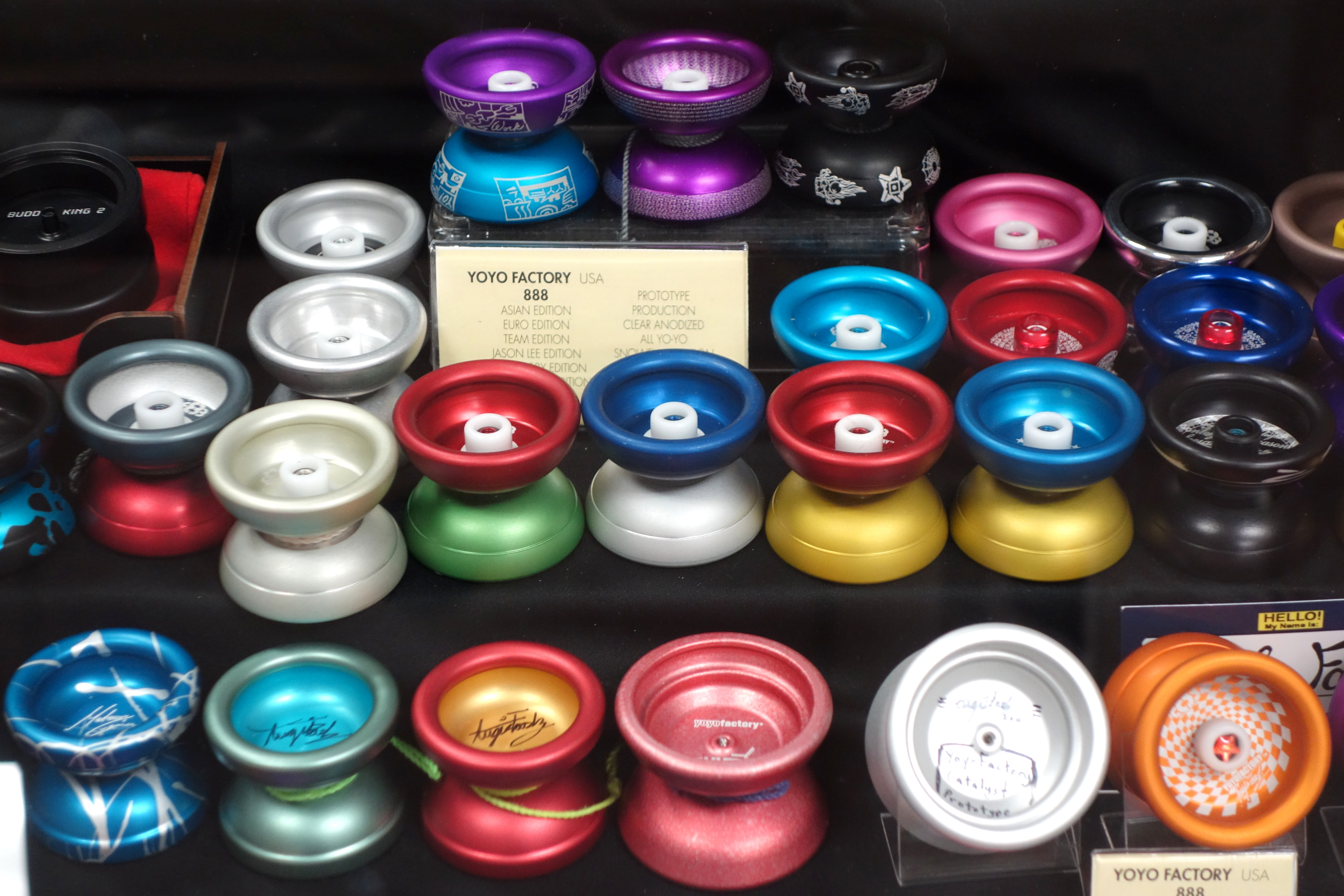
Jo-Jos im National Yo-Yo Museum in der Innenstadt Chicos

Seit den 1980er Jahren ist in Chico eine Reihe kleinerer Museen entstanden. Das Chico History Museum liegt in der Innenstadt und widmet sich der Stadtgeschichte. Es wurde 1986 im Gebäude der ehemaligen Carnegie-Bibliothek Chicos eröffnet und bietet regelmäßige Veranstaltungen zur Geschichte der Stadt an. Das ebenfalls in der Innenstadt gelegene National Yo-Yo Museum wurde 1993 eröffnet; es widmet sich dem Jo-Jo-Spiel und beherbergt unter anderem mit dem rund 116 Kilogramm schweren „Big Yo“ das laut Guinness-Buch der Rekorde größte funktionstüchtige Holz-Jo-Jo der Welt. Das im Jahr 2005 eröffnete Chico Air Museum am Flughafen außerhalb der Stadt zeigt in einem Hangar aus der Zeit des Zweiten Weltkriegs eine Reihe von historischen Flugzeugen. Das Gateway Science Museum besteht seit 2010; es ist der Universität angeschlossen und widmet sich der Wissenschaftskommunikation, insbesondere an Kinder und Jugendliche. Das im Jahr 2011 gegründete und seit 2017 in der ehemaligen Veterans Memorial Hall untergebrachte Museum of Northern California Art (kurz: „monca“) ist ein Kunstmuseum, das sich dem Ziel widmet, nordkalifornische Künstler durch Sammlungen, Ausstellungen und Bildungsprogramme bekannter zu machen.

### Bauwerke

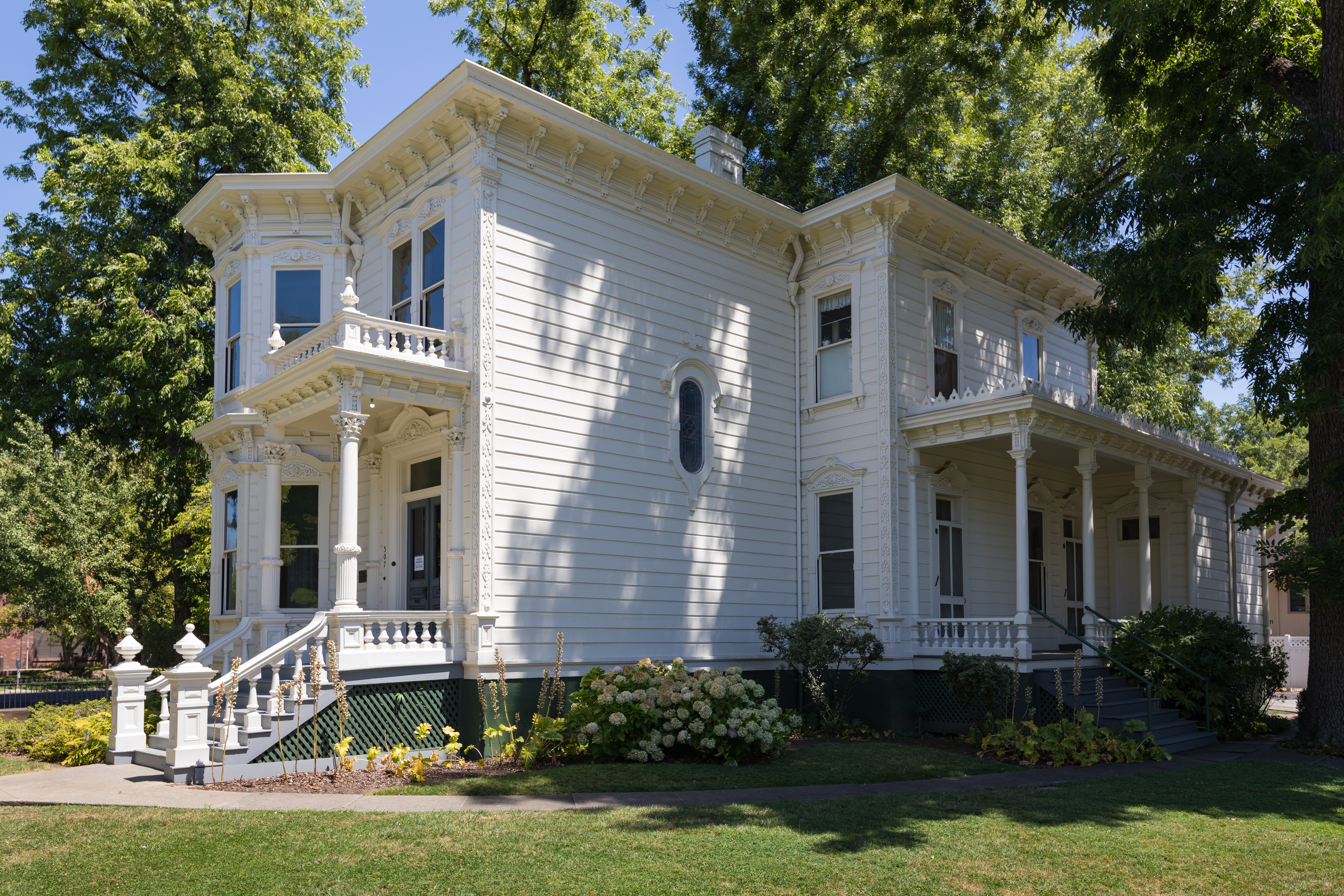
Das Stansbury House an der Ecke Fifth und Salem Street ist seit Juni 1975 im nationalen Verzeichnis historischer Stätten eingetragen.

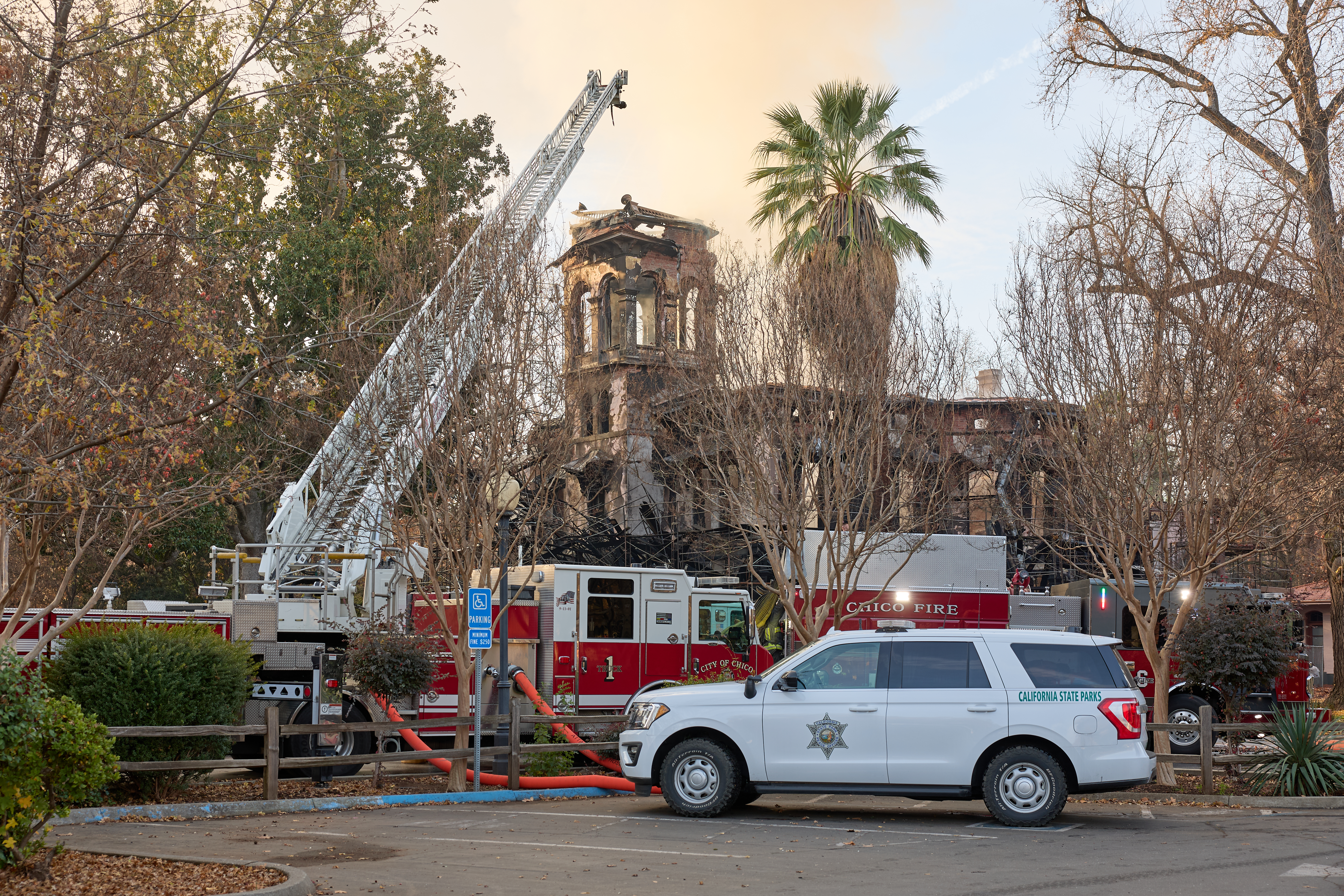
Bidwell Mansion am Morgen nach dem Brand vom 11. Dezember 2024.

Chico verfügt über eine Vielzahl historischer Gebäude im Stil der viktorianischen Westküstenarchitektur. Im South Campus Historic District stehen so viele dieser Bauwerke, dass der ganze Stadtteil im Juni 1991 in das nationale Verzeichnis historischer Stätten (National Register of Historic Places) aufgenommen wurde. Besonders hervorzuheben ist das im Italianate-Stil ausgeführte Stansbury House aus dem Jahr 1883. Das frühere Wohnhaus des Arztes Oscar Stansbury und seiner Frau Libbie ist heute im Besitz der Stadt Chico und wird als Museum genutzt.
Das viktorianische Bidwell Mansion ist das frühere Wohnhaus John und Annie Bidwells und verfügte zur Zeit seiner Fertigstellung im Jahr 1868 über ein seinerzeit ausgesprochen modernes Sanitär-, Gasbeleuchtungs- und Wassersystem. Das Gebäude mit seinen 26 Räumen auf drei Stockwerken wurde von dem Architekten Henry W. Cleveland (1827–1919) entworfen, der auch das ursprüngliche Palace Hotel in San Francisco konzipierte. In ihrem auf repräsentative Zwecke hin ausgerichteten Haus empfingen die Bidwells zahlreiche hochgestellte Gäste, darunter den amerikanischen Präsidenten Rutherford B. Hayes, General William T. Sherman, die Frauenrechtsaktivistin Susan B. Anthony, die Präsidentin der Woman’s Christian Temperance Union Frances Willard, den Eisenbahn-Unternehmer Leland Stanford, den Naturphilosophen John Muir und den Botaniker Asa Gray. Bidwell Mansion ist heute als California Historical Landmark anerkannt und dient als Museum. Das historische Gebäude, lange ein Wahrzeichen der Stadt Chico, wurde am 11. Dezember 2024 durch einen Brand komplett zerstört.
Elf Bauwerke und Stätten in der Stadt stehen auf der Liste der Einträge im National Register of Historic Places im Butte County (Stand: Januar 2024), darunter neben dem Bidwell Mansion, dem Stansbury House, dem Silberstein Park Building und dem A. H. Chapman House der South Campus Neighborhood sowie die St. John’s Episcopal Church.

### Regelmäßige Veranstaltungen

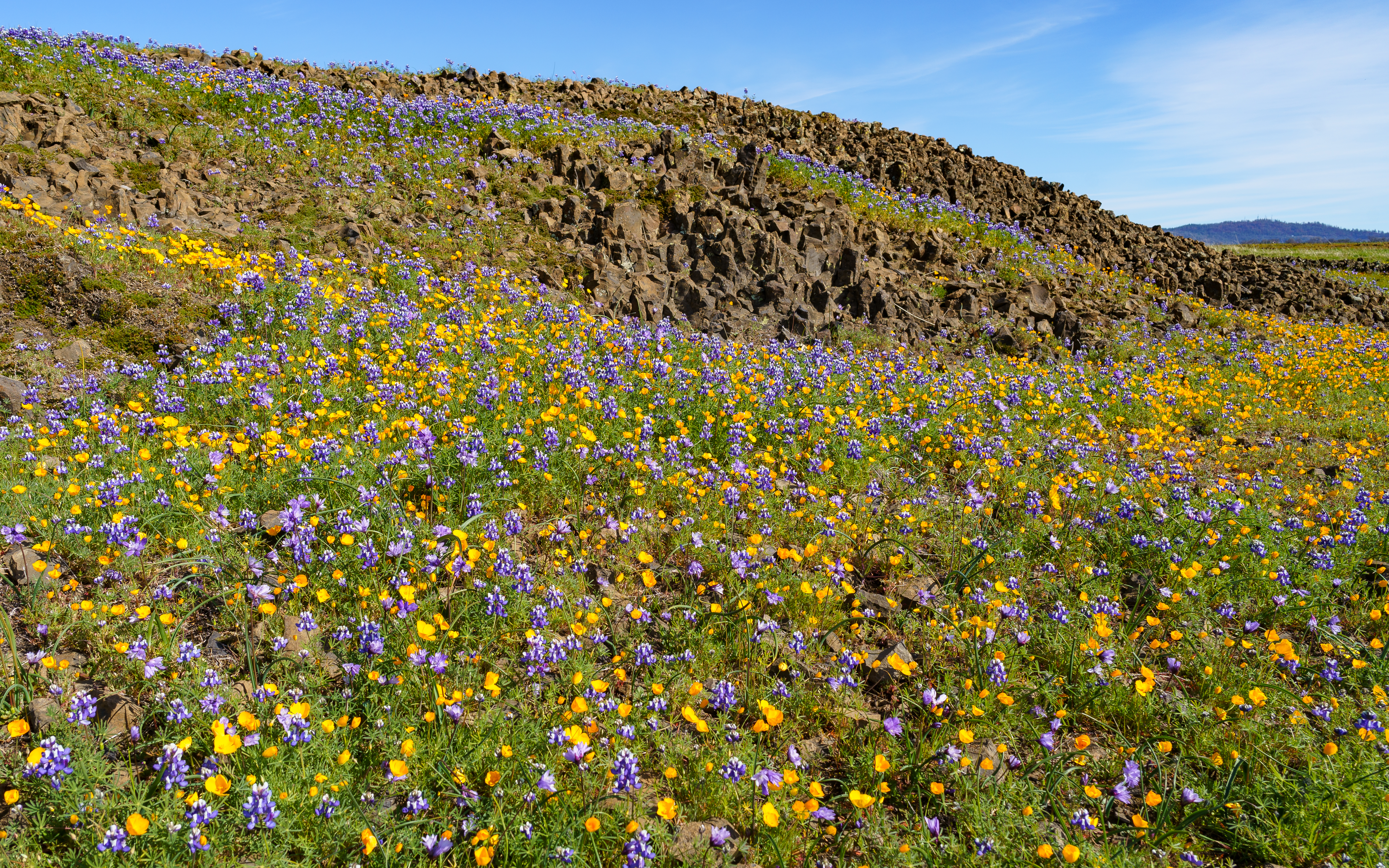
Blüte der Wildblumen auf dem südöstlich von Chico gelegenen Table Mountain

Seit 1981 findet – mit nur einer Unterbrechung aufgrund der COVID-19-Pandemie im Jahr 2020 – regelmäßig der Chico Wildflower Century statt. Diese Jedermann-Radsportveranstaltung führt über 100 Meilen rund um die Stadt, wobei unter anderem der Table Mountain passiert wird, der für die üppige Blüte von Wildblumen auf seinem vulkanischen Basaltgestein bekannt ist. Aufgrund der steigenden Teilnehmerzahlen werden inzwischen auch kürzere Strecken mit weniger starken Anstiegen angeboten. Reisekolumnist Ken van Vechten schrieb im Jahr 2016 in der Los Angeles Times, angesichts der zahlreichen Möglichkeiten für Outdoor-Sport könne man nach der Teilnahme am Wildflower Century auf den Gedanken kommen, sich dauerhaft in Chico niederzulassen.
Jedes Jahr im Januar findet das Snow Goose Festival statt, eine mehrtägige Veranstaltung für Naturinteressierte und Vogelbeobachter. Chico liegt auf dem Pacific Flyway, einer Vogelzugstrecke, die von Alaska bis Patagonien reicht. Das relativ milde Winterklima sowie die zahlreichen Reisfelder und Schutzgebiete des Sacramento National Wildlife Refuge Complex südlich von Chico bieten Schneegänsen, Blässgänsen, Spießenten und anderen Zugvögeln ideale Rastbedingungen. Während des Festivals werden geführte Exkursionen, Vorträge, Workshops und Kunstausstellungen angeboten.

### Sport und Erholung
Im Jahr 1997 wurde Chico von der Zeitschrift Bicycle Magazine als fahrradfreundlichste Stadt der Vereinigten Staaten ausgezeichnet. Radsport, sowohl mit Rennrädern als auch mit Mountainbikes, ist äußerst beliebt. Seit den 1980er Jahren entwickelt die Stadt das Radwegenetz aktiv weiter und seit 1991 werden in regelmäßigen Abständen „Bicycle Plans“ veröffentlicht, die die Bürger Chicos über den Planungsstand informieren.
Darüber hinaus liegt die Stadt keine zwei Autostunden vom Lassen-Volcanic-Nationalpark und dem Fernwanderweg Pacific Crest Trail entfernt. Über Grass Valley können beliebte Ausflugs- und Ferienziele wie Lake Tahoe in der Sierra Nevada in weniger als drei Autostunden erreicht werden.
Seit Anfang der 1950er Jahre befindet sich in Chico der Silver Dollar Speedway, ein Renngelände im gleichnamigen Silver-Dollar-Ausstellungsgelände, das für Autorennen der sogenannten Sprintcars verwendet wird. Dabei handelt es sich um stark motorisierte, geländegängige Rennfahrzeuge mit niedrigem Leistungsgewicht. Jährlich wird in Chico der „Gold Cup“ ausgetragen. Der ovale Rennrundkurs des Silver Dollar Speedway hat eine Länge von einer Viertelmeile, die Besuchertribüne 7000 Sitzplätze.

## Söhne und Töchter der Stadt
- Douglas Tilden (1860–1935), Bildhauer
- Robert C. Stebbins (1915–2013), Herpetologe
- Niki Tsongas (* 1946), Politikerin der Demokratischen Partei
- Pat Mastelotto (* 1955), Rock-Schlagzeuger
- Matt Lucena (* 1969), Tennisspieler
- Amanda Detmer (* 1971), Schauspielerin
- Justin Cale Johnson (* 1971), Altorientalist
- Laini Taylor (* 1971), Fantasy-Autorin
- Haley Cope (* 1979), Schwimmerin (50-m-Rücken-Weltmeisterin)
- Brian Jones (* 1980), Arena-Football-Spieler
- Emily Azevedo (* 1983), Bobfahrerin
- Aaron Rodgers (* 1983), American-Football-Spieler, Gewinner Super Bowl XLV
- Zack Whiting (* 1984), Basketballspieler
- Cody Pastorino (* 1991), Footballspieler
- Rigoberto Sanchez (* 1994), American-Football-Spieler
- Gentry Stein (* 1996), Weltmeister im Jo-Jo